# Augusto Pinochet
Augusto José Ramón Pinochet Ugarte (Valparaíso, 25 de noviembre de 1915-Santiago, 10 de diciembre de 2006) fue un militar, político y dictador chileno en el período comprendido entre 1973 y 1990.
El presidente Salvador Allende lo designó comandante en jefe del Ejército de Chile el 23 de agosto de 1973, en reemplazo del renunciado general Carlos Prats. El 11 de septiembre del mismo año, en medio de una crisis política, económica y social, dirigió junto a José Toribio Merino y Gustavo Leigh un golpe de Estado que derrocó al gobierno democrático de la coalición de partidos políticos de izquierda denominada Unidad Popular, poniendo fin al período de la República Presidencial. Desde ese momento, gobernó el país, primero como presidente de la Junta Militar de Gobierno —al que se sumó el título de jefe supremo de la Nación el 27 de junio de 1974, que le confirió el poder ejecutivo— y luego, a partir del 16 de diciembre de 1974, como presidente de la República, cargo que fue ratificado tras un cuestionado plebiscito y la promulgación de una nueva Constitución en 1980. Su mandato acabó por la vía democrática mediante otro plebiscito realizado en 1988, tras el cual fue sustituido —luego de realizarse elecciones presidenciales y parlamentarias— por Patricio Aylwin el 11 de marzo de 1990. Pinochet se mantuvo como comandante en jefe del Ejército hasta el 10 de marzo de 1998 y al día siguiente asumió como senador vitalicio, cargo que ejerció efectivamente por un par de meses.
Bajo la influencia de los «Chicago Boys», economistas orientados al libre mercado, el nuevo régimen implementó la liberalización económica, incluida la estabilización monetaria. También eliminó las protecciones arancelarias para la industria local, prohibió los sindicatos y privatizó la seguridad social y empresas estatales. Estas políticas produjeron un inicial crecimiento económico, que Milton Friedman denominó el «milagro de Chile», pero que contrasta con un aumento dramático en la desigualdad de ingresos y que habría llevado a una devastadora crisis económica en 1982 influida por el contexto global de la segunda crisis del petróleo detonada en 1979, por la revolución Islámica en Irán y la subsecuente guerra Irán-Irak que comenzó en 1980. Durante la mayor parte de la década de 1990, Chile fue la economía de mejor desempeño en América Latina, aunque el legado de las reformas de Pinochet sigue en disputa.
Durante la dictadura se cometieron graves y diversas violaciones de los derechos humanos. Pinochet persiguió a izquierdistas, socialistas y críticos políticos, lo que provocó el asesinato de entre 1200 y 3200 personas, la detención de unas 80 000 personas y la tortura de decenas de miles. Según el gobierno chileno, el número de ejecuciones y desapariciones forzadas fue de 3095. Pinochet fue arrestado, en virtud de una orden internacional de arresto expedida por un juez español, tras una visita a Londres el 10 de octubre de 1998 en relación con numerosas violaciones de derechos humanos. Luego de una batalla legal, fue liberado por motivos de salud y regresó a Chile el 3 de marzo de 2000. En 2004, el juez chileno Juan Guzmán Tapia dictaminó que Pinochet era médicamente apto para enfrentar un juicio y lo puso bajo arresto domiciliario.
Al momento de la muerte de Pinochet, el 10 de diciembre de 2006, en Chile aún se encontraban pendientes 300 cargos penales por numerosas violaciones de derechos humanos durante su mandato de casi diecisiete años, además de casos de evasión de impuestos y malversación durante y después de dicho periodo. También el juez Muñoz estimó que acumuló ilícitamente al menos 28 millones de dólares.

## Biografía

### Primeros años y vida familiar

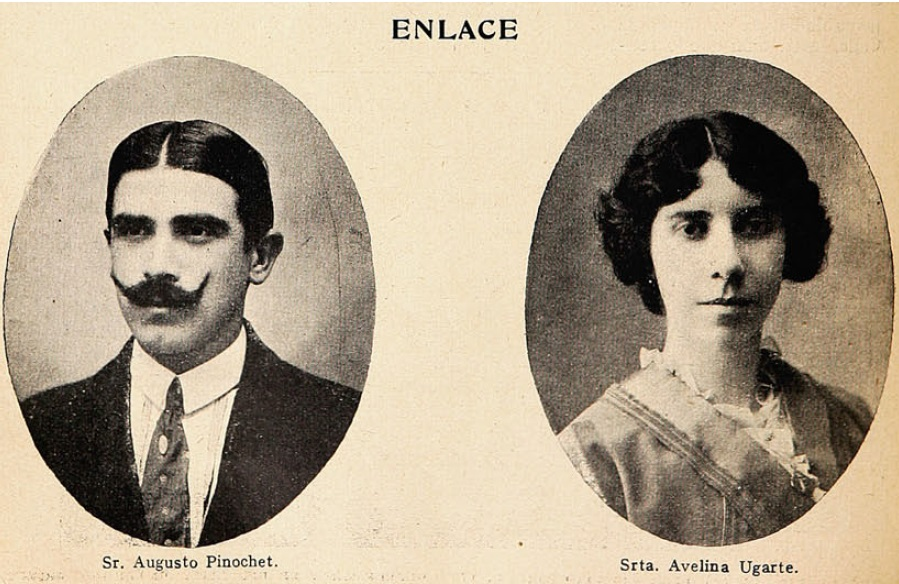
Augusto Pinochet y Avelina Ugarte, padres de Augusto en 1914.

Augusto Pinochet nació el 25 de noviembre de 1915 en el puerto de Valparaíso. Fue el primero de los seis hijos del matrimonio conformado por Augusto Pinochet Vera (Chanco, 1891-Arica, 1944), descendiente de un inmigrante bretón, y Avelina Ugarte Martínez (Cauquenes, 1895-Santiago, 1986), con ancestros españoles navarros. Pinochet y Ugarte se casaron en Valparaíso el 24 de octubre de 1914 en la parroquia de Nuestra Señora de Andacollo. Su tío abuelo materno, Alejandro Ugarte, luchó en la sierra peruana durante la guerra del Pacífico.
Su padre comenzó a trabajar a los catorce años para la firma comercial Williamson-Balfour Company. Más tarde se desempeñó como bombero en la 10.ª Compañía de Valparaíso, donde fue voluntario en los periodos 1910-1915 y 1918-1944. Siendo bombero, Augusto padre participó en un famoso incendio en el pasaje Ross (Valparaíso), ocurrido el 3 de mayo de 1914. Además, fue funcionario en una sociedad aduanera. Su madre estudió desde los nueve años en un colegio de monjas y se trasladó a Valparaíso luego de que su madre viuda volviera a casarse. Se dedicaba a las labores domésticas como ama de casa y en tiempos libres ejercía de concertista de piano.
Su madre lo apodaba cariñosamente Tito. A los cuatro años de edad fue atropellado por un coche tirado por caballos, pasándole una rueda por su muslo izquierdo. Producto de lo anterior fue trasladado al Hospital de San Agustín (demolido a causa del terremoto de 1985) en donde lo dieron de alta diagnosticándole solo machucones y rasguños. Ocho meses más tarde comenzó a sufrir intensos dolores e inflamación en su rodilla. Su madre lo llevó al Hospital Alemán, ubicado en el cerro Alegre, en donde los médicos de la época le diagnosticaron tumor blanco, indicándole que le amputarían la pierna, agregando que si no se hacía eso la infección entraría en sus huesos y se convertiría en tuberculosis generalizada. Sin embargo, el arribo al hospital de un especialista alemán desde Buenos Aires permitió cambiar el diagnóstico por el de hidroartrosis, a lo que le recomendó tomar sol, de manera que no fue necesaria la amputación. Con su familia se trasladó al campo que tenían cerca de San Felipe y allí lo pusieron durante varios días, dos horas diarias con la pierna al sol. A los tres meses estaba totalmente recuperado. Hasta los seis años vivió en una propiedad frente a la plaza O'Higgins, en Valparaíso, la que más tarde sería demolida para levantar allí el edificio donde está emplazado el Congreso Nacional.

### Estudios
Inició sus estudios primarios en su ciudad natal, en 1920, a los cinco años en el colegio Sara Videla —dónde permaneció dos años—, y en el Seminario San Rafael, del que fue expulsado por una mala conducta hacia fines de 1924. Luego, en 1925, con diez años, y tras un traslado de su familia a Quillota, ingresó al Instituto Rafael Ariztía (Hermanos Maristas) de esa comuna. Al cabo de dos años regresó a Valparaíso, siendo matriculado en el Colegio de los Padres Franceses, el cual dejaría en 1930 para postular a la Escuela Militar al año siguiente. En su etapa escolar fue un alumno regular. Mantenía un buen desempeño en materias humanísticas, en música, idioma extranjero (francés) y artes manuales, y obtenía bajo rendimiento en ramos particulares como matemáticas o ciencias. A pesar de aquello, un año obtuvo el premio al mejor promedio en matemáticas. En 1948 accedió a la Academia de Guerra, pero debió posponer su formación luego de ser delegado por el jefe de la zona de emergencia en el centro carbonífero de Schwager, en la cuenca minera de Lota y Coronel, cumpliendo una misión de servicio. A su retorno, en 1949, se especializó en geografía militar y geopolítica. En 1953, con la tesis Síntesis geográfica de Chile, Argentina, Bolivia y Perú, logró el grado de bachiller, con el cual accedió a la Facultad de Derecho de la Universidad de Chile, aunque tuvo que suspender dichos estudios a comienzos de 1956 por haber sido comisionado para una misión militar en Quito. Cuando ejerció como jefe de Estado, pese a entender el idioma inglés, contrató los servicios de un profesor de inglés para profundizarse en esa lengua, y que le enseñaba personalmente en el palacio de gobierno. Así también, al momento de la crisis económica en Chile de 1982, tomaría clases de economía, siendo alumno de Sergio de Castro y Miguel Kast.

### Matrimonio e hijos

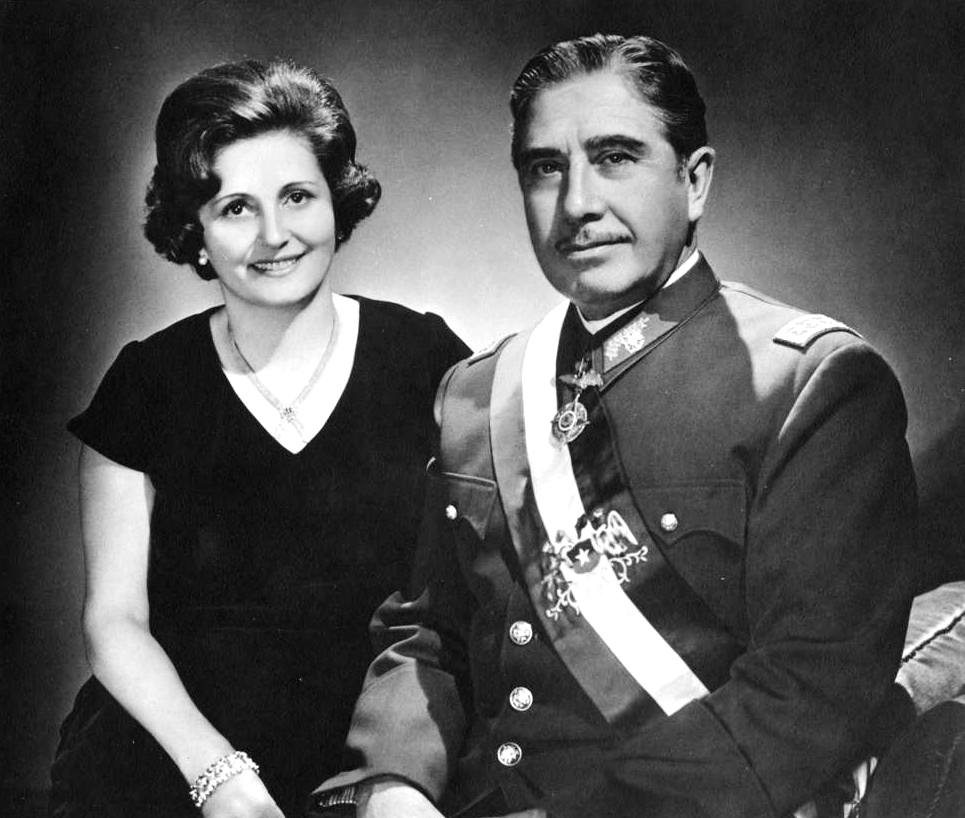
Augusto Pinochet junto a su esposa Lucía Hiriart.

Pinochet comenzó una relación con María Lucía Hiriart Rodríguez, primogénita de Osvaldo Hiriart Corvalán, abogado y político radical que se desempeñó en Chile como senador y ministro del Interior. La conoció en la Escuela de Infantería de San Bernardo en 1937. Luego de cinco años de noviazgo, el 11 de abril de 1942 Pinochet pidió la mano de Hiriart, pese a la oposición de sus padres, producto de la carrera militar del novio, que por entonces estaba alejada de los altos estratos sociales, y por el origen de clase media de Pinochet. A pesar de ello, contrajeron matrimonio civil el 29 de enero de 1943, y religioso al día siguiente, en la Iglesia de los Sagrados Corazones de Santiago, en una ceremonia oficiada por el monseñor Augusto Salinas, que entonces se desempeñaba como obispo auxiliar de la comuna.
Entre los invitados a la celebración de la boda estuvieron el entonces presidente de la República Juan Antonio Ríos y la primera dama Marta Ide Pereira, quienes eran amigos de la familia Hiriart. La luna de miel de la pareja transcurrió en un pequeño chalet que arrendaron en Quilpué, Viña del Mar —donde vivían los padres del novio— y en el fundo El Tapiche, ubicado en Talca, desolados porque la declaración de guerra del gobierno chileno a Japón truncó las intenciones que tenían de viajar a Buenos Aires y Río de Janeiro. El matrimonio pudo comenzar su vida en una casa propia que Pinochet había adquirido con un préstamo hipotecario. De esta relación nacieron cinco hijos: Inés Lucía, Augusto, María Verónica, Marco Antonio y Jacqueline. Durante su régimen, Pinochet designó como alcalde de la comuna de Pencahue a su cuñado, el agricultor Osvaldo Hiriart Rodríguez.
Los nietos del matrimonio Pinochet-Hiriart son productores audiovisuales, campeones sudamericanos de Jiu Jitsu, relacionadores públicos y corredores de propiedades. También han creado sociedades en empresas inmobiliarias y de inversiones. Entre los más destacados se encuentran Augusto Pinochet Molina, excapitán de Ejército, que después formaría varios movimientos políticos pinochetistas, siendo el más sobresaliente Fuerza Nacional (FN) y Rodrigo García Pinochet, quien estuvo en el atentado que sufrió su abuelo en 1986. En las elecciones parlamentarias de 2013 intentó ser candidato a diputado, pero declinó su postulación.
Lucía Hiriart fue determinante en la vida de Pinochet. La influencia de su esposa jugó un papel clave en su decisión de liderar el golpe militar en septiembre de 1973. Durante su régimen, ella fue una importante asesora y defensora de su política y utilizó su posición para el desarrollo de su poder personal.

### Carrera militar
Por inspiración de un tío hacia las Glorias del Ejército, ingresó como recluta a la Escuela Militar en Santiago, el 11 de marzo de 1933, a los diecisiete años de edad, mientras el presidente Arturo Alessandri gobernaba el país. Su ingreso a esta institución no le fue fácil, ya que fue rechazado en dos ocasiones: la primera en 1931, por su corta edad y la segunda en 1932, por no cumplir con los requisitos mínimos exigidos en los exámenes médicos (delgadez). Egresó de la Escuela Militar el 29 de diciembre de 1936, expedido con el rango de alférez de infantería el 1 de enero del año siguiente, siendo destinado a la Escuela de esa Arma de San Bernardo. Hacia septiembre de 1937 fue destinado al Regimiento «Chacabuco» de Concepción. En 1939, con el grado de subteniente, fue trasladado al Regimiento «Maipo», retornando en 1940 a la Escuela de Infantería. Al año siguiente y junto con su ascenso a teniente, fue destinado a la Escuela Militar. Durante esos años practicaría lucha grecorromana, esgrima, karate, tiro al blanco y equitación.
A fines de 1945 se ordenó su incorporación al Regimiento «Carampangue», en Iquique, lugar donde fue ascendido al grado de capitán en 1946. Desde entonces, por un período prolongado se mantuvo como encargado del campo de detención de Pisagua mientras estuvo vigente la Ley de Defensa Permanente de la Democracia (llamada también Ley Maldita), promulgada por el gobierno de Gabriel González Videla en 1948 con el fin de proscribir la participación política del Partido Comunista (PC). Consiguió el rango de oficial del Estado Mayor en 1951, y fue destinado a la Escuela Militar, lugar en que se le designó comandante de los sextos años y profesor del curso militar. Al mismo tiempo, realizó clases como profesor auxiliar de la Academia de Guerra en las asignaturas de Geopolítica y Geografía Militar. En forma paralela, desarrolló actividades de director de la revista Cien Águilas, medio de comunicación del plantel matriz de oficiales.
En abril de 1953 fue ascendido al grado de mayor, y se le trasladó al Regimiento «Rancagua» en Arica, como oficial de operaciones. Posteriormente fue designado docente de planta en la Academia de Guerra, de manera que regresó a la capital para retomar su labor pedagógica.
En 1954 trabajó en la Subsecretaría de Guerra del gobierno central, entonces encabezado por el general en la reserva Carlos Ibáñez del Campo, e integró el cuerpo de la misión castrense en Estados Unidos, como agregado militar en la embajada en Washington.
A inicios de 1956, en conjunto con un grupo de oficiales le fue comisionada en Quito una misión militar que tenía como propósito formalizar la Academia de Guerra del Ejército de Ecuador. Arribó a dicho país acompañado por el coronel Aníbal Mansilla, el teniente coronel Miguel Casals y los mayores Carlos Matus y Francisco Gorigoitía, este último muy amigo de Pinochet. Debido a ese viaje debió interrumpir su formación jurídica. A fines de 1959 retornó a su país con la condecoración «Abdón Calderón», otorgada a todos los participantes de la misión, siendo inmediatamente designado en el cuartel de la Primera División del Ejército en Antofagasta, y a inicios de 1960, adquirió el grado de teniente coronel. Al mismo tiempo, continuó sus estudios de Geopolítica, Geografía Militar y Servicio de Inteligencia.
En 1960 obtuvo el título de comandante del Regimiento 7.º de Línea «Esmeralda», con acuartelamiento también en Antofagasta. Gracias a su gestión, en 1964, hacia el último año de gobierno de Jorge Alessandri, obtuvo la designación como subdirector de la Academia de Guerra y en 1968 fue nombrado profesor de logística de la Academia. En 1967 alcanzó el rango de coronel y se le otorgó la dirección de la Cuarta División. Asimismo, en 1968 fue ascendido al rango de jefe del Estado Mayor de la segunda división del Ejército, con asiento en Santiago, y en dicha calidad abordó un cometido en Estados Unidos y recorrió las construcciones que el Ejército estadounidense mantenía en el Canal de Panamá. A fines de 1968 se le otorgó el mando de comandante en jefe de la Sexta División, con sede en Iquique, investidura que comprendía, además, el desempeño del puesto de intendente subrogante de la provincia de Tarapacá —en reemplazo del intendente titular, Luis Jaspard—, y el ascenso a general de brigada en inicios de 1969. Todas esas responsabilidades fueron designadas por el presidente Eduardo Frei Montalva. En 1970 fue promovido a general de división por el presidente Frei. En ese cargo presidió la elección presidencial de septiembre, en Tarapacá (salvo Arica), como jefe de fuerzas, en cuya función no se presentaron incidentes.
Al desempeñar la comandancia en jefe del Ejército en simultaneidad con la jefatura del Estado, luego de la ratificación constitucional de su presidencia de jure, fue ascendido por sí mismo a capitán general, a principios de 1982, siendo el tercer militar en la historia republicana de Chile en ostentar dicho rango, tras Bernardo O'Higgins (1817) y Ramón Freire (1823). Luego de abandonar el poder ejecutivo en 1990, conservó este grado de manera honorífica, hasta 1998.

#### Rangos militares
- 1933: cadete de la Escuela Militar[69]
- 1937: alférez[69]
- 1939: subteniente[50]
- 1941: teniente[50]
- 1946: capitán[80]
- 1953: mayor[81]
- 1960: teniente coronel[81]
- 1967: coronel[81]
- 1969: general de brigada[81]
- 1970: general de división[82]
- 1982: capitán general[55]

## Vida política

### Gobierno de la Unidad Popular

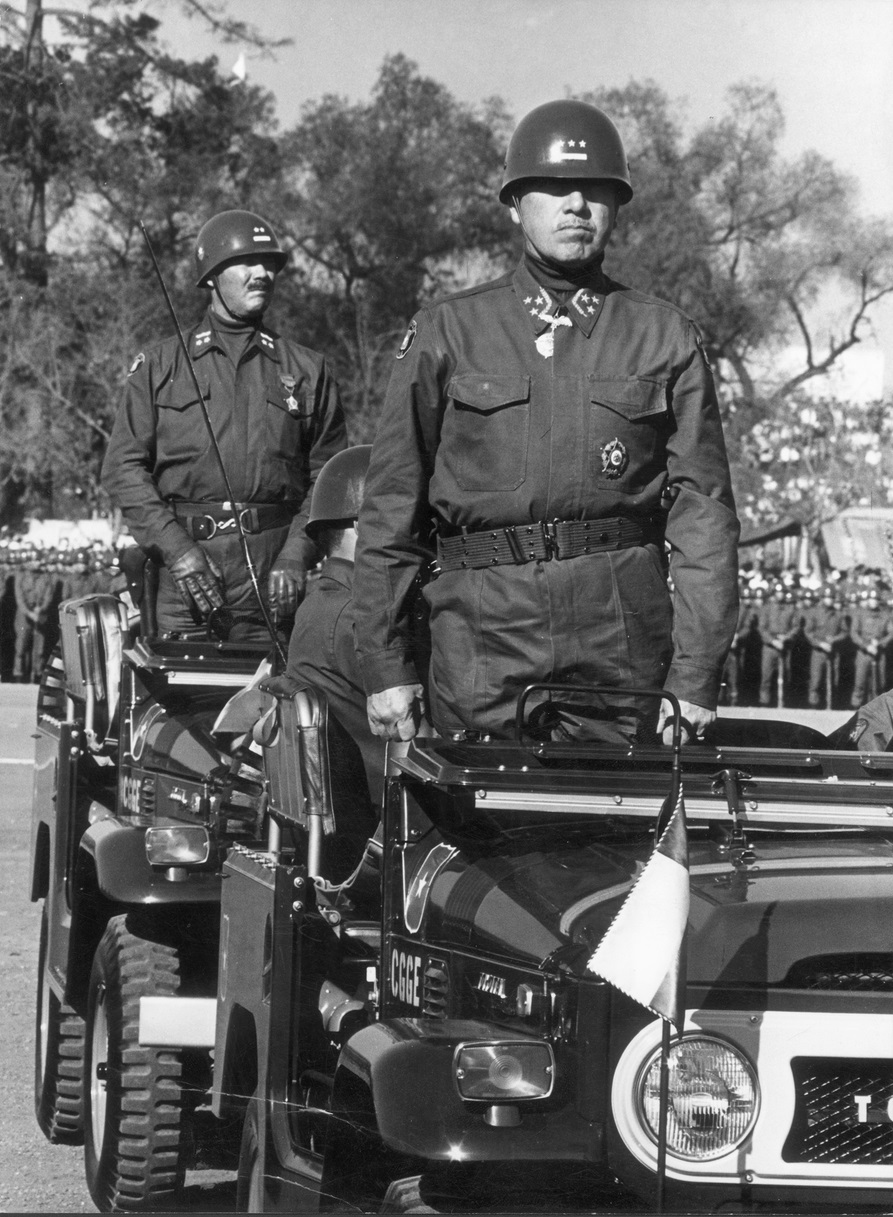
Pinochet durante la Parada Militar de 1971.

Salvador Allende fue elegido presidente de Chile por el Congreso Nacional, el 24 de octubre de 1970, luego de haber obtenido la mayoría de votos en la elección del 4 de septiembre de ese año. El 22 de octubre, trece días antes de asumir el cargo, el comandante en jefe del Ejército, el general René Schneider, fue baleado tras un fallido intento de secuestro por sectores de extrema derecha, vinculados con la CIA estadounidense, cuyo propósito era evitar la elección de Allende por el Congreso. Schneider falleció tres días después del atentado, siendo sustituido por el general Carlos Prats. Después de los funerales, Pinochet aceptó el cargo de comandante general de la Guarnición de Ejército de Santiago, ofrecido por Allende. Prats y Pinochet llegarían a establecer una relación muy cercana. El primero lo consideraba un soldado apolítico y profesional, por lo que fue uno de sus más cercanos colaboradores. Para varios generales, Pinochet pasó a ser considerado el segundo al mando después de Prats.
El 8 de marzo de 1971 asumió oficialmente como jefe de la Guarnición de Santiago, y en noviembre del mismo año fue designado representante de la delegación de Fidel Castro, quien estuvo de visita en Chile durante veintitrés días. En enero del año siguiente fue ascendido a jefe del Estado Mayor del Ejército, el segundo cargo en importancia de la institución.
La férrea y creciente oposición al gobierno de la Unidad Popular (UP) conllevó el 29 de junio de 1973 a una sublevación militar conocida como el «tanquetazo», protagonizada por el Regimiento Blindado N.º 2, liderado por el teniente coronel Roberto Souper. Pese a la muerte de veintidós civiles, la sublevación fue sofocada por Prats y sus generales más cercanos: Augusto Pinochet, Guillermo Pickering y Mario Sepúlveda. Según algunos analistas políticos, el «tanquetazo» fracasó principalmente por la ausencia de apoyo del Regimiento de Infantería N.º 1 «Buin», que habría sido aplacado estratégicamente por Pinochet.
Tras el tanquetazo, el general Prats fue nombrado ministro de Defensa Nacional, lo que generó un descontento en los altos rangos de las Fuerzas Armadas. El 21 de agosto, un grupo de esposas de generales y oficiales de civil fueron a manifestarse violentamente en su contra fuera de su casa, lo que sumado al escaso apoyo de los demás generales provocó su renuncia dos días después. Prats le propuso a Allende que su reemplazante fuera Augusto Pinochet, propuesta que el presidente aceptó ese mismo día, por lo que asumió así Pinochet el cargo de comandante en jefe.
En 1973 Chile atravesaba por una grave crisis económica. En este mismo período, la Cámara de Diputados, liderada por la oposición a Allende, emitió un acuerdo, sin calidad jurídica, que declaraba el «grave quebrantamiento del orden constitucional y legal de la república». Para entonces, varios miembros de las Fuerzas Armadas ya estaban decididos a realizar un golpe de Estado, liderado por el comandante de la Fuerza Aérea, Gustavo Leigh, y el vicealmirante de la Armada, José Toribio Merino. Además la CIA y el gobierno estadounidense de Richard Nixon apoyaron decisiva y activamente la política de desestabilización hacia el gobierno de Salvador Allende.
Para asegurar el éxito del ataque, solo faltaba el apoyo del comandante en jefe del Ejército. Sin embargo, hacia el 8 de septiembre de 1973, pese a la solicitud explícita del general Sergio Arellano Stark, Pinochet aún no había dado una respuesta definitiva. A la mañana del día siguiente asistió junto a otros generales a una reunión con Allende, quien previendo un problema con las Fuerzas Armadas anunció su decisión de realizar un plebiscito para salir de esta crisis política a través de una vía democrática. Pese a lo anterior, ese mismo día decidió finalmente sumarse al golpe.

### Golpe de Estado de 1973

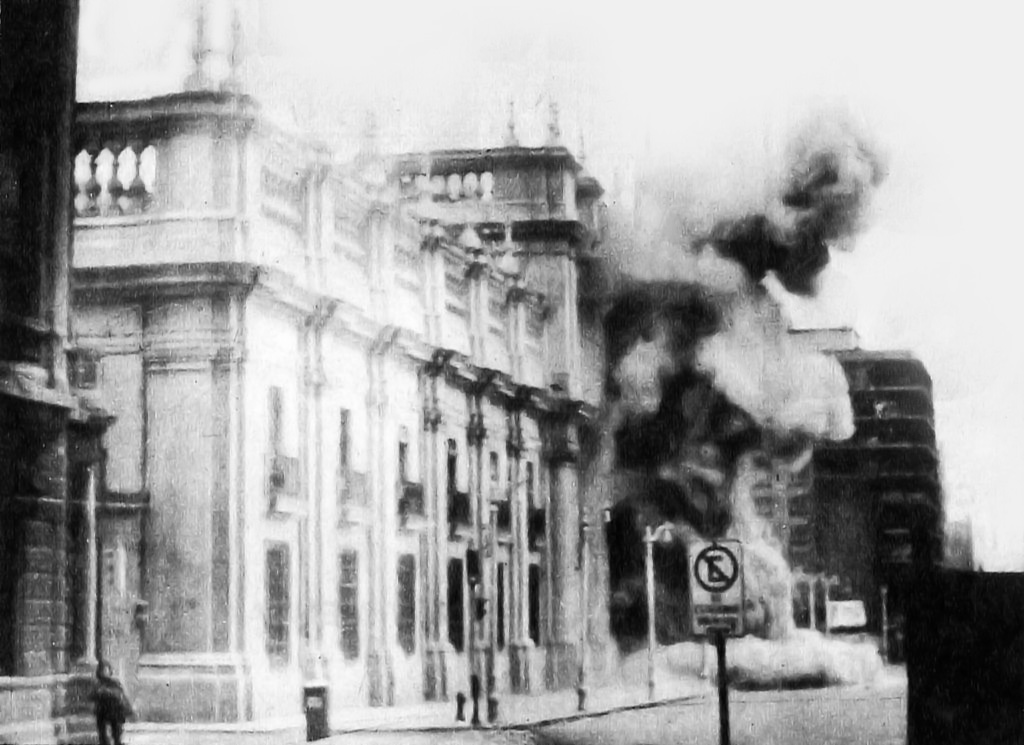
Bombardeo del Palacio de La Moneda en Santiago durante el Golpe de Estado.

El 10 de septiembre de 1973 Pinochet envió a su esposa y a sus dos hijos más pequeños a la escuela de alta montaña, en el sector de Río Blanco, comuna de Los Andes, situado muy cerca de la frontera con Argentina. De este modo podrían huir al país vecino en caso de que el golpe de Estado fracasara. El golpe de Estado se ejecutó al día siguiente, bajo la coordinación de Patricio Carvajal. Durante toda la ofensiva militar al Palacio de La Moneda, Pinochet estuvo en el Comando de Telecomunicaciones del ejército, desde donde los golpistas se mantuvieron comunicados en todo momento. Luego de varias horas de enfrentamientos y bombardeos militares, La Moneda fue finalmente asaltada y ocupada por las fuerzas armadas, momento en el que Salvador Allende decidió suicidarse. Esa misma tarde se reunieron Augusto Pinochet, comandante en jefe del Ejército, José Toribio Merino, comandante en jefe de la Armada, Gustavo Leigh, comandante en jefe de la Fuerza Aérea, y César Mendoza, general director de Carabineros, para conformar la nueva Junta Militar que asumió el control del país. Dicha entidad asumió la función legislativa, en sustitución del Congreso Nacional, que fue suprimido por el Decreto Ley N.º 27, promulgado diez días después del golpe.

## Dictadura militar (1973-1990)

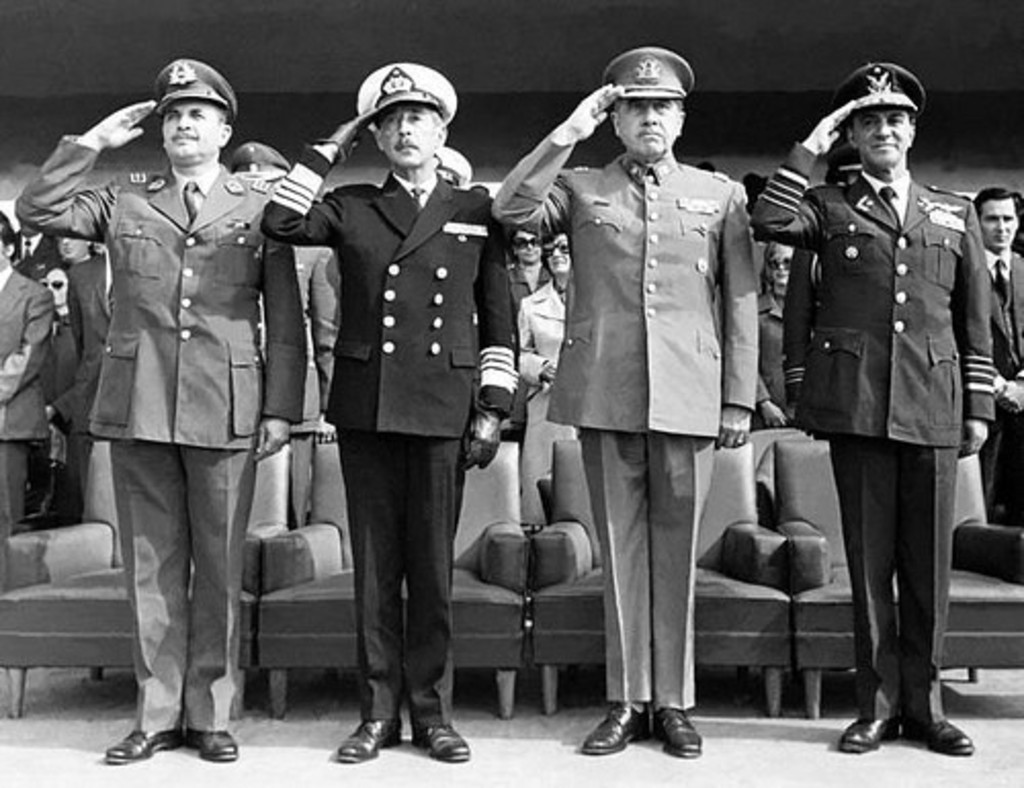
Miembros de la Junta Militar formada en 1973. De izquierda a derecha: César Mendoza (director general de Carabineros) y los comandantes en jefe José Toribio Merino (Armada), Augusto Pinochet (Ejército) y Gustavo Leigh (Fuerza Aérea).

Augusto Pinochet, como cabeza de la institución más antigua de las fuerzas armadas, ocupó la presidencia de la Junta de Gobierno. A partir de órdenes dictadas a través de cadena nacional de radio y televisión se restringieron derechos civiles y políticos, se estableció el Estado de sitio y el toque de queda, se suprimió el Congreso Nacional, se decretó la ilegalidad de algunas colectividades políticas y la suspensión de otros, la censura a medios de comunicación, y se ordenó la detención de los máximos líderes de la Unidad Popular, declarándola ilegal. En parte considerable de su mandato se desarrollaron arrestos arbitrarios, torturas y exilios, eventos que se han documentado como violaciones sistemáticas a los derechos humanos.
De acuerdo con lo dispuesto en el Decreto Ley n.° 1, dictado a ese efecto, la Junta Militar, conformada por los comandantes en jefe del Ejército, Armada, Fuerza Aérea y el general director de Carabineros, asumió el gobierno de la República. El mismo decreto garantizó el respeto de las atribuciones del Poder Judicial, la Constitución Política y las leyes, en la medida en que la entonces situación del país lo permitiera para el mejor cumplimiento de los postulados que en ella se proponía.
Apenas la Junta Militar logró hacerse con el poder ejecutivo, el 13 de septiembre de 1973 se dirigió al país con un comunicado formal en el que se definían los lineamientos básicos de la nueva administración. El 12 de noviembre de 1973 se estableció el ejercicio del poder legislativo mediante decretos con fuerza de leyes con la firma de todos los miembros de la Junta (y la de los ministros respectivos, si se estimaba conveniente). De igual forma, el ejercicio del poder ejecutivo se llevó a cabo a través de decretos supremos y resoluciones con la firma del presidente de la Junta, Augusto Pinochet, y la del ministro del ramo.
Como se exigía que existiese una cabeza de gobierno visible, se estableció el 17 de junio de 1974, mediante el Decreto Ley n.° 527, que el presidente de la Junta tendría en sus manos el poder ejecutivo. Sin embargo, esta denominación no oficial se mantuvo hasta el 17 de diciembre del mismo año, cuando mediante una modificación de dicho decreto fue nombrado con el título tradicional de presidente de la República por los demás integrantes de la Junta Militar. Aunque la idea original fue que la presidencia de la Junta sería rotativa, este propósito nunca se cumplió. El poder que adquirió Pinochet con este nombramiento fue enorme, tuvo la capacidad de nombrar y remover a su arbitrio, ministros, subsecretarios, intendentes, gobernadores y alcaldes. Su esposa, Lucía Hiriart, se convirtió consecuentemente en primera dama, y adquirió un destacado rol en la política nacional como nueva presidenta de la fundación CEMA Chile y creadora de la agrupación de mujeres Damas de Color, orientada a las obras de caridad.
Pinochet buscó legitimar su dictadura en 1978, por medio de un cuestionado plebiscito nacional, el cual no se celebró en forma abierta ni transparente. Dos años después, mediante un nuevo plebiscito, cuya legitimidad también es cuestionada, se aprobó la Constitución de 1980, en reemplazo de la Constitución de 1925, entre cuyas disposiciones se estableció un período presidencial de ocho años de duración, a partir del 11 de marzo del año siguiente. Debido a ello, en 1981, por disposición transitoria de la Constitución de 1980, Pinochet dejó de integrar la Junta Militar y pasó a ocupar la presidencia de la República plenamente. A pesar de lo anterior, la Junta Militar se mantuvo en sus funciones hasta el 11 de marzo de 1990.

### Políticas de represión y derechos humanos

Logo de la DINA.

Apenas iniciada la dictadura, la Junta Militar decretó un toque de queda que perduraría hasta el 2 de enero de 1987. Apoyado en la teoría de la seguridad nacional, los militares consideraron que se encontraban en medio de una guerra, no solo contra el marxismo y sus grupos armados, sino también contra cualquiera que practicara una oposición al régimen. Desde entonces, se comenzaron a desarrollar diversas políticas de represión, las que se manifestaron sobre todo los primeros años, con la creación de la Dirección de Inteligencia Nacional (DINA), agencia policial secreta bajo el mando del general Manuel Contreras, que se dedicó sistemáticamente, entre 1973 y 1977, a la persecución, secuestro, tortura y asesinato de los opositores al nuevo régimen. La unidad de exterminio más cruel de la organización fue la Brigada Lautaro, cuyos crímenes fueron perpetrados con el conocimiento y consentimiento de Pinochet. A lo anterior se sumaron masivas redadas, allanamientos y enfrentamientos armados, así como el exilio forzado y opcional de miles de personas.
Durante los meses restantes de 1973, se estructuró la denominada Caravana de la Muerte, una comitiva del Ejército de Chile a cargo del general Sergio Arellano Stark, cuyo objetivo era recorrer el país para verificar y agilizar las ejecuciones sumarias a los detenidos políticos de alta connotación detenidos en los recintos militares. Mediante esta medida se fusiló e hizo desaparecer a personas en Cauquenes, La Serena, Copiapó, Antofagasta, Pisagua, entre otras localidades del país. Sus restos fueron lanzados al mar o enterrados en lugares solo conocidos por los militares. Muchos de estos cuerpos jamás volvieron a encontrarse y aún se les considera detenidos desaparecidos.
El 30 de septiembre de 1974 el general Carlos Prats fue asesinado junto a su esposa en Buenos Aires, ciudad a la que habían huido pocos días después del golpe de Estado. Una investigación judicial realizada por la jueza argentina María Servini de Cubría y el magistrado chileno Alejandro Solís, estableció que el crimen había sido ordenado por Augusto Pinochet, quien, sin embargo, nunca fue condenado.
Otra autoridad del gobierno de Salvador Allende asesinada durante la dictadura fue el exministro de Relaciones Exteriores, Orlando Letelier, quien, como Prats, murió por un coche bomba junto a la activista política Ronni Moffitt, el 21 de septiembre de 1976 en Washington D. C. Por este crimen fueron condenadas varias personas, entre ellas Michael Townley, agente de la CIA, muy cercano a la DINA, Manuel Contreras y el brigadier Pedro Espinoza. Varios años más tarde se determinó que el mismo Pinochet dio la orden de asesinato.
En 1976 fue disuelto el Comité Pro Paz, debido a las presiones de la Junta Militar. Monseñor Raúl Silva Henríquez organizó la Vicaría de la Solidaridad, que cumplió durante los años de la dictadura una importante labor en la denuncia de las violaciones de los derechos humanos.

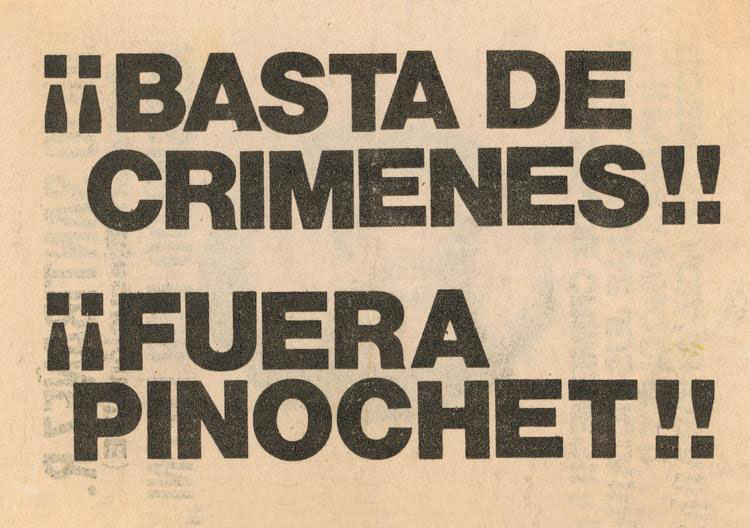
Panfleto de inicios de los años 1980.

En 1977, la DINA fue reemplazada por la Central Nacional de Informaciones (CNI), cuyo primer director fue el general Odlanier Mena. Si bien la CNI como organismo represivo fue notoriamente menos violento que la DINA, algunos de sus agentes figuran como involucrados en casos emblemáticos, como el asesinato en 1982 de Tucapel Jiménez, líder sindical y presidente de la ANEF. Desde su creación, una extensa red de informantes de la CNI se implantaron en numerosas instituciones públicas y privadas a lo largo de todo el país, tales como bancos, hospitales, tribunales de justicia, centros comerciales y centros culturales.

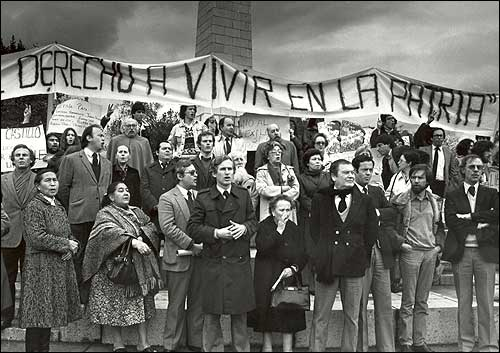
Protesta pacífica en 1985 contra la dictadura militar.

Durante el régimen de Pinochet fue dictado el Decreto Ley n.° 2.191, que concedió amnistía a todas las personas que, en calidad de autores, cómplices o encubridores hubieren incurrido en hechos delictuosos, entre el 11 de septiembre de 1973 y el 10 de marzo de 1978, entre ellos miembros de la DINA y CNI.
En 1985 la Iglesia católica buscó lograr puntos de entendimiento y de consenso amplio que aseguraran el regreso al sistema democrático. El cardenal Juan Francisco Fresno solicitó a tres personalidades de distinta orientación política la redacción de un programa para alcanzar un acuerdo nacional de transición a la democracia. Ellos fueron Fernando Léniz, José Zabala —presidente de la Asociación de Empresarios Cristianos (ADEC)— y Sergio Molina, exministro del gobierno de Eduardo Frei Montalva. Tras varios meses de complicadas negociaciones, en agosto de ese mismo año los representantes de partidos de diversas tendencias firmaron el Acuerdo Nacional en el que, junto con expresar el deseo de entendimiento político, exigían plenas libertades civiles y elecciones parlamentarias y presidenciales libres.

### Políticas económicas

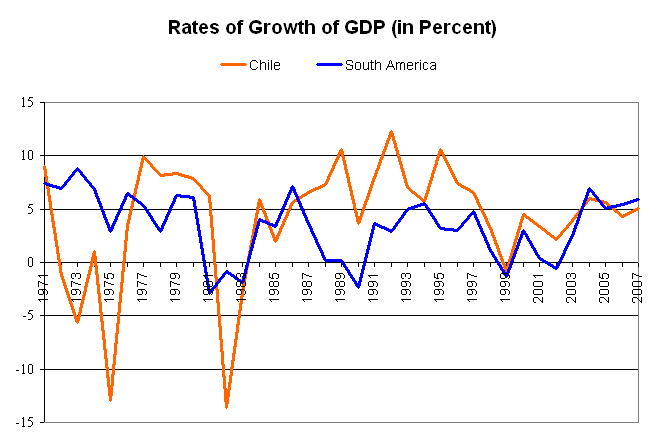
Tasa de crecimiento económico del PIB en Chile (naranja) y Sudamérica (azul) entre 1971 y 2007.

Durante la dictadura militar se realizaron profundas reformas económicas que convirtieron a Chile en uno de los pioneros del neoliberalismo económico, que comenzó a asentarse en la década de 1980. Para la formulación de este nuevo modelo, Pinochet confió en los denominados «Chicago Boys», un grupo de economistas educados en la Universidad de Chicago bajo la dirección del economista conservador y premio Nobel de Economía, el estadounidense Milton Friedman, quien posteriormente se refirió a estas reformas como el «milagro de Chile».
En 1984 Pinochet designó como ministro de Hacienda a Luis Escobar Cerda, economista que se alejó momentáneamente de las ideas liberalizadoras de los Chicago Boys. Sin embargo, en 1985, cuando el país ya parecía recuperado de la crisis, decidió reemplazar a Escobar por Hernán Büchi y retomar el modelo neoliberal. Büchi optó por reformas menos radicales que las de sus predecesores, logrando revitalizar la economía a través de diversas medidas, tales como el control de la tasa de interés, el fomento de las exportaciones, la estatización y renegociación de la deuda externa privada, y la privatización de las compañías estatales más grandes de las restantes (CAP, Enersis, Endesa, Entel, CTC, IANSA, LAN Chile, entre otras). El cobre continuó su proceso de desnacionalización, aunque Codelco se mantuvo como empresa estatal.

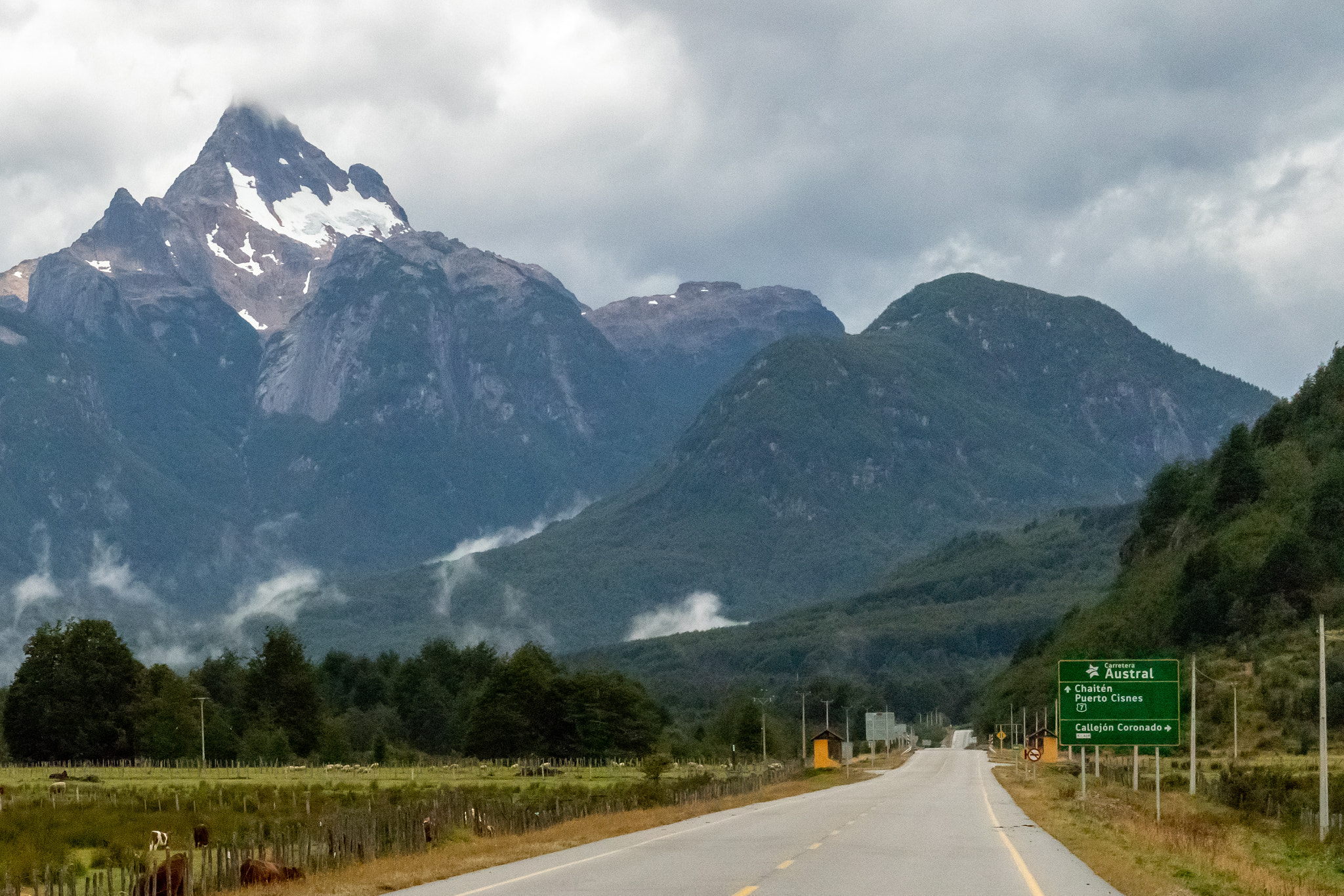
Carretera Austral.

La construcción de la Carretera Austral fue la obra más importante de su mandato, una red vial cuyos trabajos entre 1976 y 1989 superó los 1200 kilómetros de extensión. Según los expertos, la construcción del camino tuvo tres efectos destacados. En primer lugar, permitió una unidad integrada terrestre y longitudinalmente, poniendo término a formas de vida particulares y aisladas, que estaban organizadas en «cuencas». En segundo lugar, unió a dos capitales regionales hasta entonces separadas: la de la región de Aysén —Coyhaique— con la de Los Lagos —Puerto Montt—, estableciendo desde allí la conexión terrestre con la capital nacional y el resto del país. Y en tercer lugar, como la interacción en la zona austral era más expedita con Argentina, su territorio era controlado oficialmente por Chile, pero factualmente por el país vecino, por lo que la red vial permitió una «chilenización» de la región austral.

### Relaciones internacionales
Durante los primeros años de la dictadura militar, Pinochet participó a través de la DINA y la CNI en la Operación Cóndor, un plan de coordinación de operaciones de represión de movimientos izquierdistas entre las cúpulas de los regímenes dictatoriales de Sudamérica y la CIA de los Estados Unidos. La operación afectó principalmente a ciudadanos paraguayos, uruguayos, argentinos y chilenos, si bien también se concentró en el asesinato de autoridades de otros países, como el caso del general Juan José Torres, expresidente de Bolivia. En varias ocasiones, el coordinador de las operaciones de exterminio fue el exagente sicario de la CIA y colaborador de Manuel Contreras, Michael Townley. A esta operación se deben, entre otros, los atentados en contra de Edgardo Enríquez y de Bernardo Leighton y su esposa, así como los asesinatos del general Carlos Prats y su esposa, del excanciller Orlando Letelier y de las 119 víctimas de la Operación Colombo.

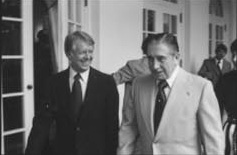
Pinochet junto a Jimmy Carter.

La violencia de estas operaciones junto con las denuncias realizadas por los numerosos exiliados gatilló el rechazo de la opinión internacional. Debido a esto, Pinochet se vio impedido de viajar oficialmente al extranjero, salvo por contadas excepciones: un viaje público a España en 1975 para asistir al funeral del dictador Francisco Franco, otro a Estados Unidos en 1977 para reunirse con el presidente Jimmy Carter, y otro secreto a Bolivia en 1988, en donde se reunió con Víctor Paz Estenssoro.

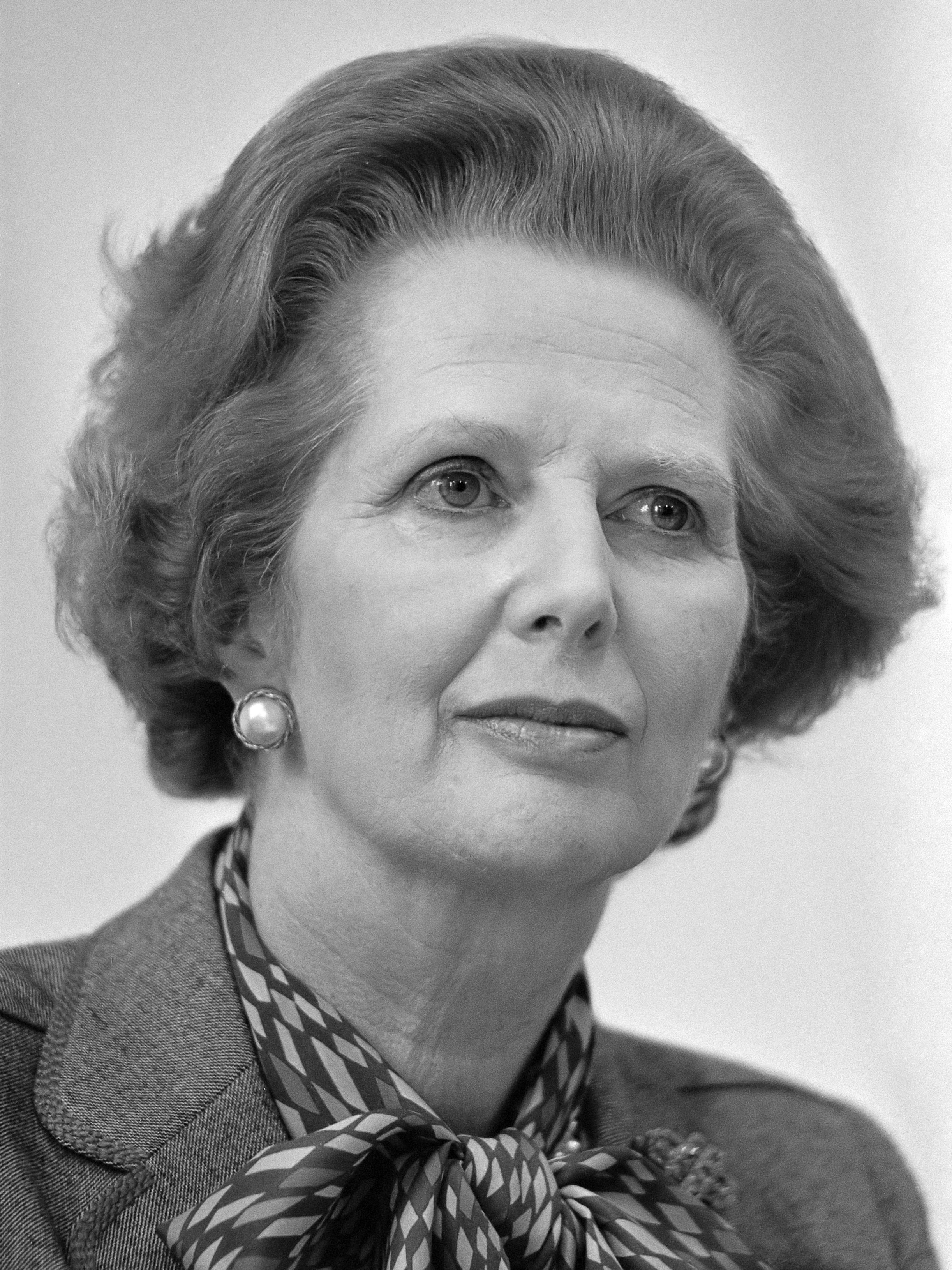
Margaret Thatcher y Pinochet se apoyaron recíprocamente desde fines de los años 1970.

Las relaciones con el Reino Unido estuvieron rotas hasta 1979, año en que Margaret Thatcher asumió como primera ministra de dicho país. Thatcher levantó el bloqueo de venta de armas a Chile, y Pinochet, por su parte, apoyó incondicionalmente al Reino Unido durante la guerra de las Malvinas con Argentina, en 1982, brindándole apoyo logístico e inteligencia militar a los británicos. Entre ambos mandatarios se desarrolló una relación de amistad que trascendió el período de la dictadura militar.

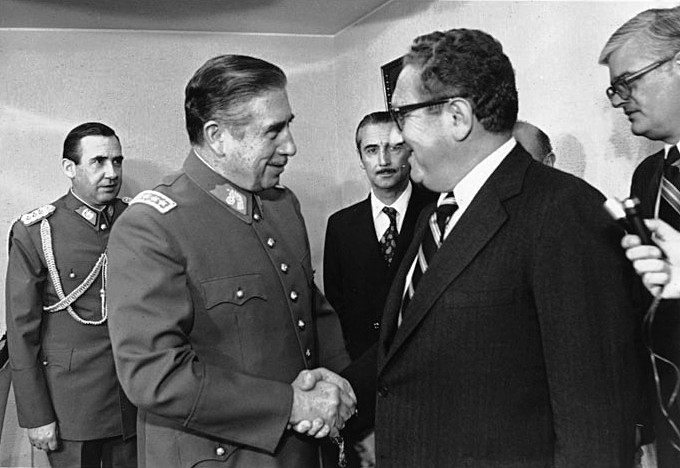
Augusto Pinochet y Henry Kissinger en 1976.

Pinochet tuvo un positivo acercamiento al dictador boliviano Hugo Banzer Suárez para buscar una solución a la mediterraneidad de Bolivia. Mediante el Acuerdo de Charaña, firmado el 8 de febrero de 1975, ambos países restablecieron sus relaciones diplomáticas, interrumpidas desde 1962. No obstante, el acuerdo no logró avanzar debido a exigencias adicionales del Perú, bajo el mando del dictador Francisco Morales Bermúdez, de modo que Banzer decidió nuevamente romper las relaciones el 17 de marzo de 1978.
Entre el 1 y el 6 de abril de 1987, el papa Juan Pablo II visitó el país en medio de un multitudinario y agradecido recibimiento. El papa, contrario a la dictadura de Pinochet, se reunió con el mandatario, y este consiguió que ambos aparecieran juntos en público, pese a la petición expresa del papa de que esto no ocurriese.

### Atentado en el Cajón del Maipo

Bandera del Frente Patriótico Manuel Rodríguez (FPMR), responsable del atentado contra Augusto Pinochet en 1986.

El Frente Patriótico Manuel Rodríguez (FPMR) fue creado en 1983, en paralelo con un creciente movimiento social opositor a la dictadura de Pinochet. Este grupo paramilitar contó con el apoyo del régimen de Fidel Castro, quien le proporcionó un cuantioso arsenal, el cual fue descubierto y requisado por las Fuerzas Armadas el 6 de agosto de 1986. Un mes después, el 7 de septiembre, mientras Augusto Pinochet regresaba con su comitiva a Santiago desde su casa de El Melocotón, en el Cajón del Maipo, fue atacado con lanzacohetes y ametralladoras por un grupo de frentistas, en un ataque organizado conocido como Operación Siglo XX. Pinochet, el objetivo único del ataque, logró salir prácticamente ileso, pero murieron cinco escoltas y once resultaron heridos. En marzo de 2013, el diputado comunista Guillermo Teillier declaró ser el autor intelectual del atentado. En respuesta, Pinochet declaró un estado de sitio, y durante esa noche la CNI mató a cuatro opositores, entre ellos el periodista José Carrasco Tapia. La Policía de Investigaciones, por su parte, detuvo a varios líderes opositores para mantenerlos protegidos, entre ellos el futuro presidente Ricardo Lagos. De los 18 frentistas que participaron en el atentado, solo Mauricio Hernández Norambuena fue apresado, varios años más tarde y por otras razones. Entre el 15 y 16 de junio de 1987, la CNI ejecutó la llamada Operación Albania, también conocida como la matanza de Corpus Christi, en la cual fueron asesinados doce miembros del FPMR.

### Plebiscitos de 1988 y 1989

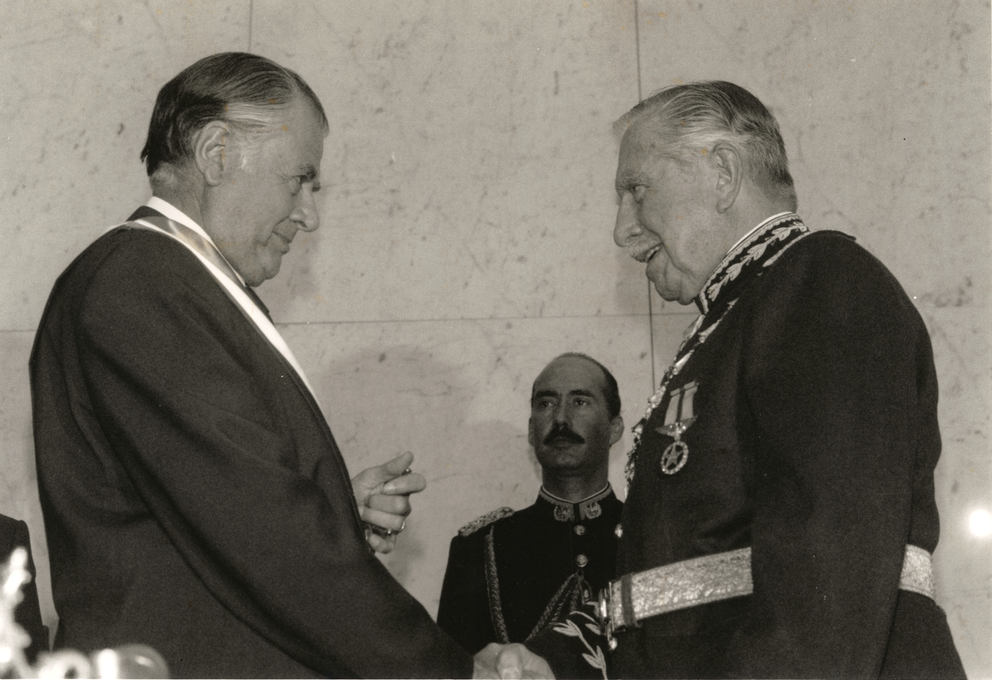
Augusto Pinochet traspasando el mando presidencial a Patricio Aylwin, el 11 de marzo de 1990.

De acuerdo con lo estipulado en la Constitución de 1980, en 1989 debía elegirse un nuevo mandatario para el país. El candidato no podía ser Augusto Pinochet, a menos que contara con la aprobación de la ciudadanía, a través de un plebiscito solicitado por los comandantes en jefe de las Fuerzas Armadas y el general director de Carabineros.
Con este fin se llamó al plebiscito nacional en 1988 para decidir si Pinochet podría ser elegido presidente de la República por un nuevo período de ocho años, hasta diciembre de 1997. El proceso de votación, según lo estipulado en 1985 por el Tribunal Constitucional, esta vez estaría regulado por el Tribunal Calificador de Elecciones y no por el Poder Ejecutivo, como había sido el caso en los dos plebiscitos anteriores de 1980 y 1978.
Si bien los medios de comunicación oficiales estaban mayormente controlados por la dictadura militar, se estableció una franja electoral televisada de quince minutos diarios de duración, los que fueron aprovechados exitosamente por la coalición del «no» (a Pinochet). El plebiscito se realizó el 5 de octubre de 1988, oportunidad en que resultó ganadora la opción «No», con un 55,99 % de los votos, contra un 44,01 % para la opción «Sí». Pese a la existencia de documentos desclasificados que declaran que Pinochet tuvo intenciones de realizar un autogolpe para mantenerse en el poder, su derrota fue reconocida por los oficialistas. La campaña del No recibió asesoramiento y financiamiento internacional por parte de la National Endowment for Democracy, vinculada a la CIA junto al National Democratic Institute for International Affairs aportaron un millón de dólares a la campaña del No y enviaron observadores al plebiscito los cuales ayudaron a generar un sistema de conteo paralelo en conjunto a centros de pensamiento alemanes y el "Comité por las Elecciones Libres". A su vez el multimillonario húngaro-estadounidense George Soros brindó asesoría a la campaña con el apoyo a la realización de estudios y la obtención de datos que fue curcial para la preparación de la franja televisiva según Máximo Pacheco Matte.
Al año siguiente, exactamente el 14 de diciembre de 1989, se plebiscitaron reformas en la Constitución, y se llevaron a cabo los primeros comicios presidenciales luego de dieciséis años de dictadura. Los candidatos presidenciales fueron el democratacristiano Patricio Aylwin, en representación la Concertación de Partidos por la Democracia, el exministro Hernán Büchi, candidato de la derecha, y Francisco Javier Errázuriz, independiente de centro. Triunfó en las urnas Patricio Aylwin, quien fue investido el 11 de marzo de 1990. Simultáneamente se efectuaron elecciones parlamentarias, oportunidad en que se escogieron a 120 diputados y 38 senadores, a los que se agregaron 9 senadores designados, iniciándose así el período de transición a la democracia.

## Ocaso político
Gracias a las disposiciones transitorias de la Constitución de 1980, luego de dejar el poder gubernamental, Pinochet pudo continuar otros ocho años como comandante en jefe del Ejército, participando en las paradas militares de 1990 a 1997. Durante los primeros años de dictadura se había aprobado la Ley de Amnistía, por medio de la cual se exculpaba a cualquier militar acusado de violaciones de los derechos humanos por hechos ocurridos entre 1973 y 1978.
En respuesta a lo anterior, Patricio Aylwin optó por una manera de proceder que se conoció como «doctrina Aylwin», la cual en su momento fue rechazada por políticos e importantes medios de comunicación asociados a la derecha, tales como el periódico El Mercurio. En abril de 1990, un mes después de asumido su cargo presidencial, Aylwin creó la Comisión Nacional de Verdad y Reconciliación, la que fue presidida por el exsenador radical Raúl Rettig, quien se dedicó a investigar los numerosos casos de violaciones de derechos humanos cometidos durante la dictadura.

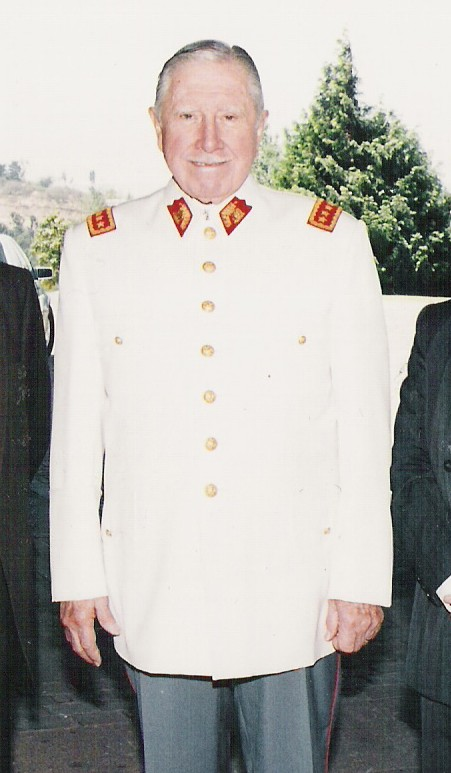
Augusto Pinochet hacia 1995.

De este modo, independientemente de que muchos acusados no pudiesen ser juzgados por sus crímenes, los resultados salieron a la luz en el llamado Informe Rettig el 8 de febrero de 1991. Gracias a estas investigaciones, años más tarde se pudo condenar a exmiembros de la DINA, tales como Manuel Contreras y Pedro Espinoza, así como a algunos responsables del caso Degollados y la Operación Albania, ambos sucesos ocurridos en fechas posteriores al período de amnistía.
Durante sus años restantes como comandante en jefe, Pinochet mantuvo pésimas relaciones con el ministro de Defensa, Patricio Rojas, pero se entendió muy bien con el secretario general de gobierno, Enrique Correa Ríos. A partir del período de transición a la democracia, Pinochet debió enfrentar numerosas querellas por violaciones a los derechos humanos, así como acusaciones de corrupción.

### Deja el mando del Ejército de Chile
«...En todos estos sesenta y cinco años no ha habido otro afán que haya motivado con más fuerza mi vida profesional y personal que hacer coincidir mi vocación de servicio con los grandes objetivos e intereses de la Patria...»

«...A mi querida esposa Lucía vayan mis cariñosos sentimientos de amor y de gratitud, porque ella ha sido para mí fuente de inagotable apoyo y comprensión, y en estos 55 años juntos siempre he visto en ella la compañera abnegada y a veces heroica de todos los imperativos que exige la vida de las armas. En ella he visto a la verdadera mujer del soldado valiente y abnegado...»
Discurso de Augusto Pinochet, 10 de marzo de 1998.

Siendo el «soldado (activo) más antiguo del mundo», Pinochet pasó a retiro como comandante en jefe el 10 de marzo de 1998, en un discurso en el que dirigió palabras hacia el país, su cónyuge y al Ejército, concluyendo así una carrera militar de sesenta y cinco años, de los cuales casi veinticinco fueron al mando de la institución. En esa fecha le entregó el mando a Ricardo Izurieta, militar de 55 años que fue anteriormente subsecretario de Guerra (1989-1990) y gobernador de la provincia de Malleco (1984-1986) y quien, a diferencias de otros jefes militares de la época, no enfrentaba juicios por violaciones a los derechos humanos.

### Senador vitalicio

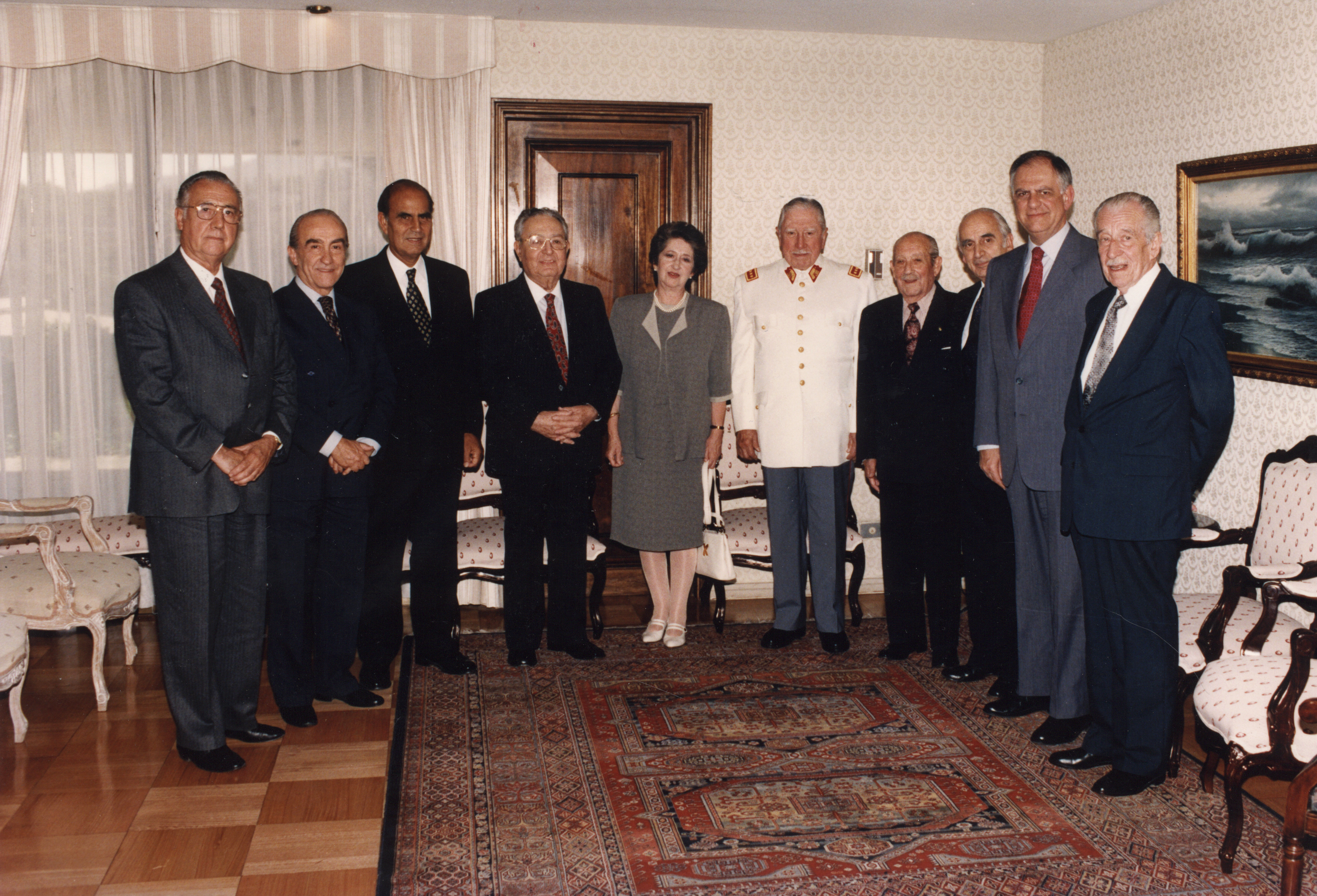
Pinochet en 1990 junto a otros senadores designados. De izquierda a derecha: César Ruiz Danyau, Santiago Sinclair, Ronald Mc-Intyre, Vicente Huerta, Olga Feliú, Carlos Letelier, William Thayer, Sergio Fernández Fernández y Ricardo Martin Díaz.

Al día siguiente de dejar el mando del Ejército se incorporó al Senado, luego de jurar como el primer senador vitalicio de la historia de Chile, designado en condición de expresidente de la República, y en medio de protestas de sus opositores nacionales e internacionales. Desde entonces, en general se mantuvo al margen de la política activa y no participó mayormente en el Congreso. Su actuación más destacada durante su período parlamentario fue el acuerdo con el presidente del Senado Andrés Zaldívar para eliminar el día 11 de septiembre como feriado legal (Día de la Liberación Nacional) y reemplazarlo por el Día de la Unidad Nacional, en 1999. En el Senado, Pinochet ingresó al Comité de Senadores Institucional 1 y la Comisión Permanente de Defensa Nacional. Con ocasión del Día de la Unidad Nacional, el 4 de septiembre de 2000, dirigió un mensaje a Chile a través de una de sus nietas. En el saludo, reiteró su llamado a dejar atrás las «divisiones y dolores del ayer».

### Acusaciones de corrupción
La corrupción durante el período de la dictadura militar se vio favorecida por la ausencia de libertad de expresión y de libertad de prensa, así como por la imposibilidad por parte de la Contraloría de poder realizar sus funciones fiscalizadoras. Se designó a funcionarios con conflictos de interés, se realizaron coimas al poder judicial, se malversaron fondos públicos mediante sobresueldos y cuantiosas indemnizaciones, miembros del poder ejecutivo efectuaron millonarios negocios con la empresa privada, y tres días antes de que Pinochet dejara el mando, el 8 de marzo de 1990 se promulgó la «ley de amarre», la cual prohibió el despido de los exfuncionarios de confianza de Pinochet, luego de la transición a la democracia.

#### Malversación de fondos públicos
Durante la dictadura, algunos miembros de la familia Pinochet se enriquecieron mediante cuestionados negocios. El yerno de Pinochet, Julio Ponce Lerou, de funcionario público se convirtió en pocos años en millonario. Fue designado gerente de las empresas CORFO y SOQUIMICH, las que no declaraban todos sus beneficios, al mismo tiempo que trabajaba como miembro de la Comisión de Venta de Activos, encargada de vender estas empresas y sus filiales. Más tarde se convirtió en un líder mundial del mercado del litio. La empresa CEMA Chile, por su parte, administrada por su cónyuge, Lucía Hiriart, utilizó durante años terrenos proporcionados gratuitamente por la Junta Militar, los cuales en 2002 fueron adquiridos a un precio muy inferior a su valor de mercado por la Universidad Bernardo O'Higgins, cofundada por Augusto Pinochet en 1990. Por ley, hasta mayo de 2006, recibió recursos provenientes de la Polla Chilena de Beneficencia y Lotería de Concepción, estimados en más de US$820 000.
Un caso paradigmático tuvo como protagonistas a Augusto Pinochet y su primogénito, Augusto Pinochet Hiriart. En 1984, Pinochet Hiriart, usando a su amigo Eduardo Le Roy Vicuña como testaferro, compró la empresa metalúrgica Nihasa Limitada, cambiando pronto su nombre por el de Proyectos Metalúrgicos Integrados de Producción (PSP). Entre sus contratistas figuraron CEMA Chile y el Ejército de Chile. En 1987, PSP compró Valmoval, empresa administrada por el Ejército y recientemente declarada en quiebra. Dos años después, el Ejército volvió a comprar dicha empresa, a través de tres cheques a nombre de Augusto Pinochet —los llamados «pinocheques»— por un monto cercano a los 3 millones de dólares, los cuales fueron depositados por Pinochet Hiriart en diversas cuentas bancarias estadounidenses a nombre de su esposa e hijos. Este caso se filtró a la prensa, pero el 19 de diciembre de 1990, a unos meses de asumida la presidencia de Patricio Aylwin, Augusto Pinochet ordenó un acuartelamiento de tropas que se extendió hasta altas horas de la noche, presionando al Gobierno para que no iniciara acciones legales. Posteriormente, en declaraciones de prensa se dijo que las acciones habían sido únicamente un «ejercicio de enlace». El 28 de mayo de 1993, después de que el diario La Nación publicara una noticia con el titular «Reabren caso cheques del hijo de Pinochet», el comandante en jefe inició nuevas presiones, esta vez más explícitas, reuniéndose en el edificio de las Fuerzas Armadas, situado a unos doscientos metros del Palacio de La Moneda, con oficiales del Ejército escoltados por soldados armados y vestidos con trajes de combate, por cuyas boinas negras al suceso se le conoció como «el boinazo». Aylwin se vio obligado nuevamente a ceder. Más tarde, durante el gobierno siguiente de Eduardo Frei Ruiz-Tagle, la causa debía ser revisada por la Corte Suprema. Esta vez las presiones del ejército se realizaron en 1995, a través de un «picnic» con los oficiales vestidos de civil a las afueras del Penal de Punta Peuco, donde cumplían condena militar algunos acusados por violaciones de los derechos humanos. En vista de lo anterior, el presidente Frei ordenó al Consejo de Defensa del Estado (CDE) que cerrara el caso definitivamente, aduciendo a razones de Estado, y quedando Pinochet Hiriart impune, así como otros dos civiles y dos miembros del ejército, que también fueron imputados.

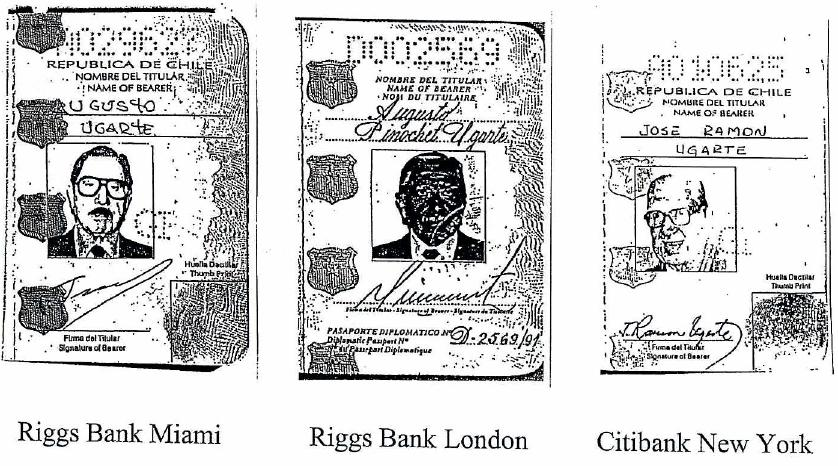
Pasaportes falsificados de Augusto Pinochet para abrir cuentas bancarias secretas en el extranjero.

El caso anterior generó dudas acerca del origen de la fortuna de Pinochet, las cuales se acrecentaron producto de un nuevo proceso judicial que debió enfrentar después de que el Subcomité Permanente de Investigación del Senado de los Estados Unidos, a través de la Ley Patriota, revelara que el 14 de julio de 2004 el comandante en jefe chileno mantuvo varias cuentas secretas desde 1994 en el Banco Riggs. En la investigación preliminar se detectaron 125 cuentas bancarias, con una fortuna estimada en unos 27 millones de dólares, muchas de ellas abiertas luego de que el magistrado español Baltasar Garzón ordenara la congelación internacional de sus fondos. Siete días después el CDE entabló una querella contra Pinochet, bajo la acusación de malversación de caudales públicos y lavado de dinero. El ministro de la Corte de Apelaciones de Santiago, Sergio Muñoz, tramitó el caso hasta septiembre de 2005, para luego llegar a la Corte Suprema. A partir de entonces tomó el caso el magistrado Carlos Cerda, quien realizó una serie de órdenes de detención y allanamiento en contra de la familia de Pinochet, así como de varios colaboradores suyos. Al poco tiempo, el propio Carlos Cerda decretó la libertad provisional de todos los procesados, incluyendo a Oscar Aitken, antiguo albacea de Pinochet que no pudo ser localizado. El caso finalmente se cerró en agosto de 2013 por el ministro en visita Manuel Valderrama, sin procesar a ningún miembro de la familia Pinochet.

#### Redes de tráfico y contrabando
El 1 de diciembre de 1991, semanas antes del acuartelamiento de tropas del ejército organizado para detener las investigaciones por los «pinocheques», se detectó una carga de armamento destinada a una venta ilegal de Chile a Croacia, ordenada por Pinochet y ejecutada por civiles y altos cargos del ejército y la Fuerza Aérea. Autoridades húngaras interceptaron en Budapest 11,5 toneladas de armas destinadas a Croacia, país al que la ONU tenía prohibida la compra de armamento, producto de su reciente independencia de Yugoslavia. El cargamento, enviado por personal de Famae en junio de 1990, estaba inicialmente valorado en 200 000 dólares y oculto en 36 cajones etiquetados como «ayuda humanitaria a Sri Lanka». La investigación del caso comenzó ese mismo año. El 20 de febrero del año siguiente, el cuerpo del coronel Gerardo Huber, exmiembro de la DINA y encargado de la compra de armamento durante la dictadura, quien había desaparecido hacía un mes y estaba citado a declarar por el caso, fue encontrado muerto en un río, luego de haber sido asesinado. A pesar de que las primeras declaraciones oficiales dijeron que Huber se había suicidado arrojándose desde un puente, los análisis forenses lo desmintieron, encontrando su cráneo destruido por la bala de un rifle militar. El caso estuvo abierto por más de veinte años, habiendo cambios de jueces durante el proceso y encontrándose conexiones con la Operación Cóndor. La mercancía encontrada en Budapest fue regresada a Chile, y allí se estimó que su costo estaba avalado en realidad en 3 millones de dólares. Finalmente el caso se cerró, luego de varios cambios, en enero de 2012, condenándose a 11 involucrados, entre ellos el general (R) del ejército Héctor Letelier Skinner, también procesado por el Caso Riggs. A todos los condenados de les concedió posteriormente beneficios tales como libertad vigilada o remisión condicional, por lo que ninguno fue encarcelado.
En 1997, un diputado descubrió y denunció otra práctica de contrabando organizada durante la dictadura militar, entre cuyos involucrados había nuevamente altos mandos de la Fuerza Aérea (FACh). Se descubrieron contenedores de importaciones que supuestamente eran pertrechos de guerra, pero que en realidad contenían artículos personales dirigidos a oficiales, incluyendo su general en jefe, tales como muebles de ratán, licores, artículos deportivos y botes a motor último modelo, entre otros artículos de lujo. Al tratarlos como pertrechos de guerra, los oficiales eludían el pago de impuestos en Estados Unidos, de los derechos aduaneros y el impuesto de compraventa en Chile, siendo además pagados por la institución los costos de fletes y seguros. La reacción de los altos mandos de la FACh ante las acusaciones fue violenta, negando rotundamente los hechos y haciendo un llamado al patriotismo. El general implicado debió finalmente renunciar y jubilar.
A mediados de 2006, el detenido exdirector de la DINA, Manuel Contreras, acusó a Augusto Pinochet por tener vínculos con narcotraficantes como Edgardo Bathich, de los que supuestamente se habría beneficiado a través de negocios ilícitos. Según Contreras, Pinochet había usado un complejo químico que el Ejército tenía en Talagante para producir cocaína elaborada por Eugenio Berríos. El encargado de distribuir la droga en Estados Unidos y otros países habría sido el traficante sirio Monzer Al Kassar. Contreras declaró que la mayoría de los fondos de Pinochet que no se podían justificar provenían del narcotráfico y que todos sus hijos varones habrían estado involucrados en el negocio desde 1983, cuando el primogénito, Augusto Pinochet Hiriart, vivía en Los Ángeles, California. Marco Antonio, por su parte, desmintió las acusaciones de Contreras.

### Procesos judiciales

#### Acusación penal en Ecuador
El 26 de noviembre de 1997, en ocasión de la visita de Pinochet a Ecuador para asistir a la XII Conferencia de Ejércitos Americanos, realizada en el balneario de Salinas, un grupo de políticos, artistas, intelectuales y activistas de derechos humanos interpusieron una acción penal contra el exdictador ante la Corte Suprema ecuatoriana por el asesinato y desaparición de cuatro ecuatorianos tras el golpe de Estado en Chile de 1973 (Sócrates Ponce, Freddy Torres, Felipe Campos y José Félix García). Entre los querellantes o firmantes de la demanda se encontraban el reconocido pintor Oswaldo Guayasamín, el escritor Jorge Enrique Adoum, el expresidente de Ecuador Rodrigo Borja Cevallos, el exvicepresidente de ese país León Roldós Aguilera, los expresidentes del Tribunal de Garantías Constitucionales ecuatoriano, Ernesto López Freire y Julio César Trujillo (quien también fue brevemente Defensor del Pueblo del Ecuador en 1997), el secretario general de la Asociación Latinoamericana de Derechos Humanos, Juan de Dios Parra, y el vocero de la Asamblea Permanente por los Derechos Humanos, Alexis Ponce.
La demanda fue desestimada por el presidente de la CSJ ecuatoriana, quien alegó que Pinochet debía encontrarse bajo arresto en territorio ecuatoriano (pese a haberse incluido la solicitud de arraigo en la demanda), y que Ecuador no gozaba de jurisdicción para juzgar dichos casos. Esto último pese a que, según declaró Parra, el Código Penal ecuatoriano entonces vigente «no establece prohibiciones a las autoridades penales de Ecuador para que procese a un comandantes de ejércitos extranjeros transeúntes» (sic). El código penal ecuatoriano entonces vigente establecía la prescripción de causas al cabo de diez años de cometido un delito, pero Elsie Monge, presidenta de la Comisión Ecuménica para los Derechos Humanos, declaró que «hemos argumentado que los delitos contra la humanidad no prescriben, de acuerdo con los convenios internacionales de las Naciones Unidas y de la Organización de Estados Americanos, que fueron suscritos por nuestro país». Por otra parte, los militares ecuatorianos, que habían recibido apoyo material de Pinochet durante la guerra del Cenepa con Perú en 1995, lo homenajearon con una serie de condecoraciones.

#### Detención en Londres

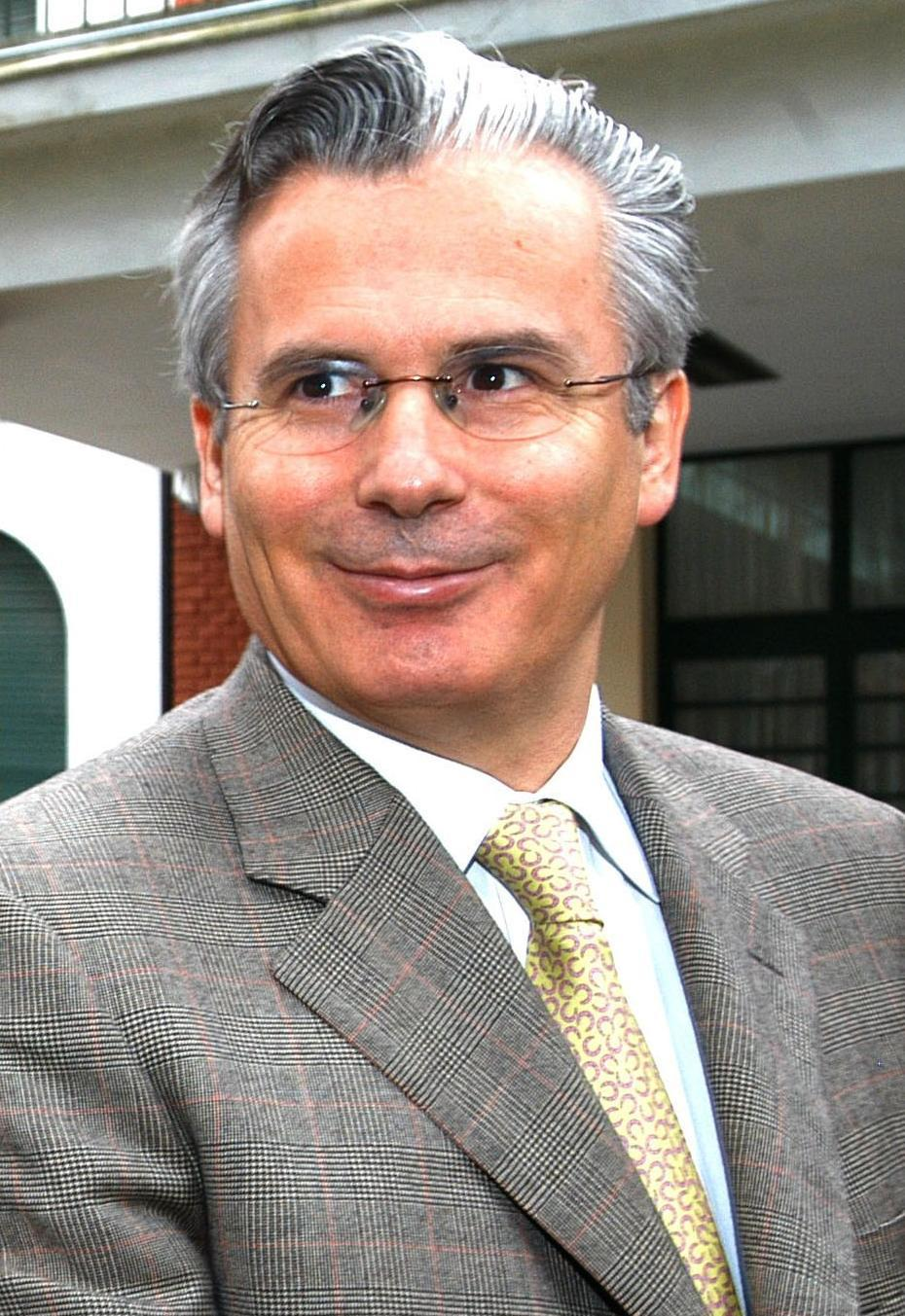
Antes de dictar la orden de arresto contra Pinochet, el juez Baltasar Garzón (en la imagen) llevaba dos años investigando los crímenes contra ciudadanos españoles cometidos en la dictadura argentina.

El 21 de septiembre de 1998, Pinochet viajó con uno de sus nietos a Londres para realizarse una operación de hernia discal lumbar. El 10 de octubre, el juez de la Audiencia Nacional de España, Baltasar Garzón, dictó una orden de detención en su contra, por su presunta implicación en los delitos de genocidio, terrorismo internacional, torturas y desaparición de personas ocurridos en Chile durante la dictadura. La detención se efectuó durante la medianoche del 16 de octubre, por agentes de Scotland Yard que ingresaron a la clínica privada London Clinic donde Pinochet se encontraba internado. Ante las presiones del gobierno chileno para su repatriación, tres organizaciones humanitarias, entre ellas Amnistía Internacional, informaron a la policía inglesa acerca del caso del británico William Beausire, desaparecido forzosamente en Chile en 1975 durante la dictadura de Pinochet.
Una semana después de su detención, el juez Garzón dictó una orden de embargo de sus posibles cuentas bancarias en Suiza, Luxemburgo y otros países, en la que no se consideraría un centenar de millonarias cuentas secretas que se revelarían seis años más tarde en Estados Unidos, producto de las investigaciones del caso Riggs. El 29 de octubre Pinochet fue trasladado a un exclusivo hospital psiquiátrico al norte de Londres, bajo custodia policial, y los días siguientes se fueron sumando nuevas denuncias de familiares de asesinados y detenidos desaparecidos, entre ellos Isabel Allende Bussi, hija del expresidente Salvador Allende, quienes comparecieron ante la Cámara de los Lores. A la petición de extradición del gobierno español se sumaron la del gobierno suizo, que entabló una nueva orden de detención por la desaparición en 1977 de Alexis Jaccard, y la del gobierno francés, que denunció secuestros y torturas por medio del juez Roger Le Loire.

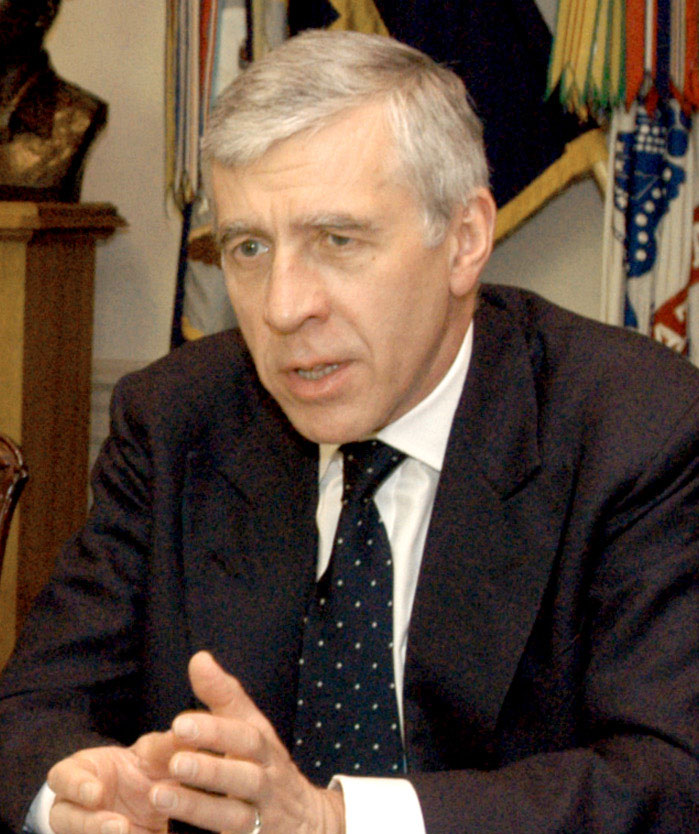
El ministro del Interior del Reino Unido, Jack Straw, decidió que por razones de salud Pinochet no se encontraba apto para ser juzgado.

Pinochet compareció por primera vez ante el tribunal británico el 11 de diciembre de 1998. El 24 de marzo del año siguiente, el Comité de la Cámara de los Lores decidió que solo podía ser extraditado por las acusaciones de delitos de tortura y conspiración de tortura cometidos después del 8 de diciembre de 1988. El 8 de octubre, el tribunal de Bow Street, liderado por el juez Ronald Bartle, aprobó su extradición a España por tales delitos, reanudándose las presiones desde Chile para su expatriación, esta vez abogando por la mala salud de Pinochet. Finalmente, el 2 de marzo de 2000, el ministro de interior inglés Jack Straw decidió liberar a Pinochet, declarando que a juzgar por sus recientes exámenes médicos, no estaba en condiciones de ser juzgado. Ese mismo día Pinochet tomó un avión de la FACh de regreso a Chile, siendo recibido por el entonces comandante en jefe Ricardo Izurieta y unos 6000 adherentes.
Durante toda la detención de Pinochet en el extranjero, tanto Tony Blair, primer ministro del Reino Unido, como la Santa Sede optaron por mantenerse al margen, dejando el caso a la justicia. Sin embargo, un alto dignatario de la Santa Sede pidió su liberación, con el argumento de mantener la estabilidad de Chile. El gobierno chileno presionó durante todo el proceso para que Pinochet fuese extraditado a su país, aduciendo «razones humanitarias» y el hecho de que el senador vitalicio poseía inmunidad diplomática. Una ajustada mayoría del Senado chileno rechazó oficialmente la detención, y el presidente Eduardo Frei llegó a convocar al Consejo de Seguridad Nacional y rechazar las peticiones fiscalizadoras del juez Garzón. Entre las pocas figuras públicas que apoyaron a Pinochet en el extranjero destacaron el expresidente de Estados Unidos, George H. W. Bush, y Margaret Thatcher, quien reveló en dicha ocasión que el exgeneral había cooperado con Inglaterra durante la guerra de las Malvinas. Por contraparte, los gobiernos de Alemania, España, Suiza, Francia y Bélgica, así como el Comité de la ONU contra la Tortura y diversas organizaciones de derechos humanos lideradas por Amnistía Internacional, rechazaron la inmunidad diplomática de Pinochet y aprobaron su procesamiento.

#### Regreso a Chile y últimos años

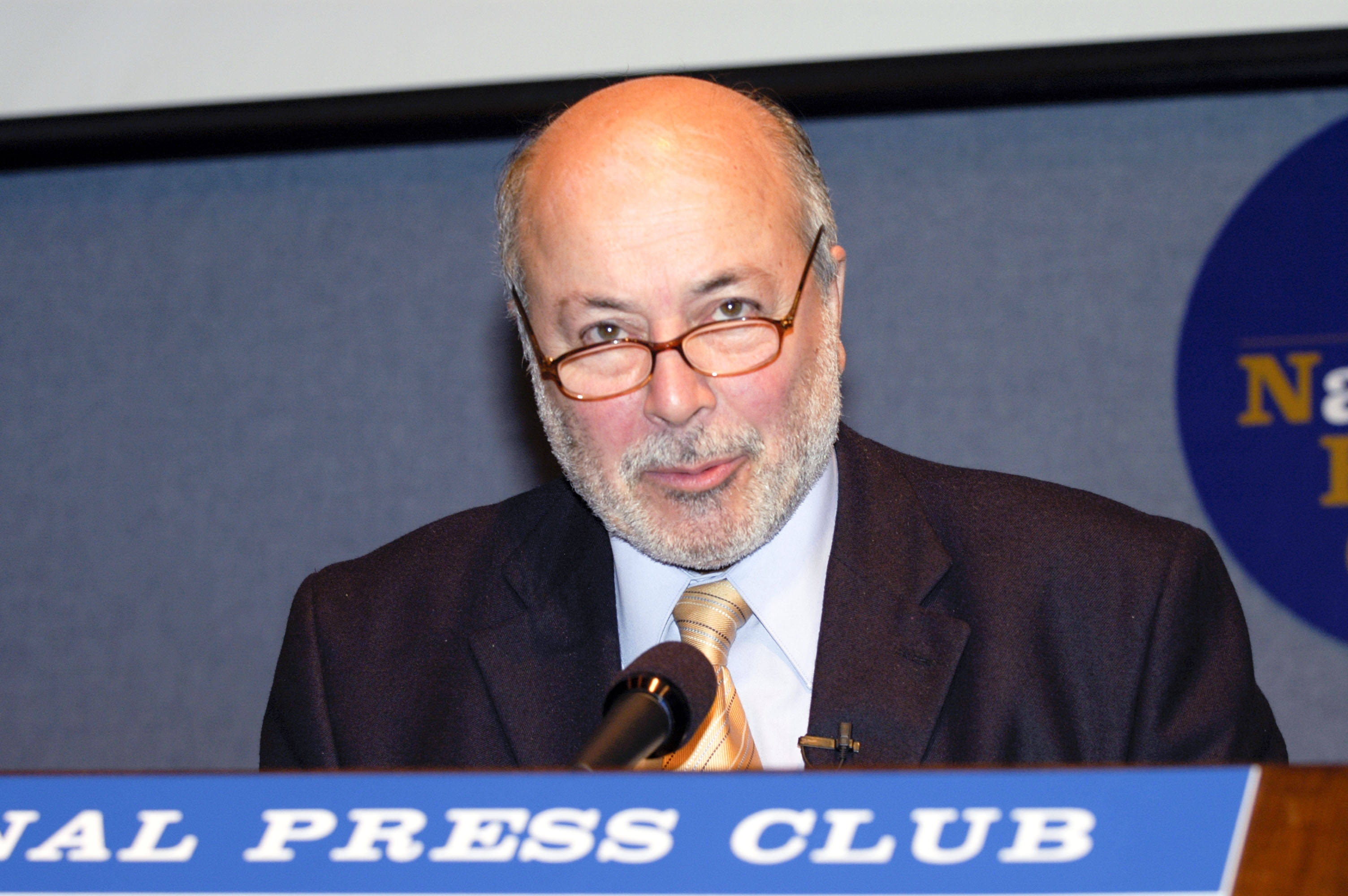
Juan Guzmán Tapia fue el primer y único juez que interrogó a Pinochet como inculpado, por presunta responsabilidad en la Caravana de la Muerte.

A tres días de su retorno a Santiago, el 6 de marzo de 2000 a las 10:25 a. m. —desde donde fue trasladado con un gran contingente de seguridad hasta el Hospital Militar—, el juez chileno Juan Guzmán Tapia pidió el desafuero parlamentario de Augusto Pinochet, el cual fue aprobado por la Corte de Apelaciones de Santiago el 5 de junio y ratificado el 8 de agosto por la Corte Suprema, debido a fundadas sospechas de su responsabilidad en la Caravana de la Muerte dirigida por Sergio Arellano Stark. Parlamentarios de la centroderecha, alcaldes de la Alianza por Chile y senadores institucionales llegaron hasta su casa a visitarlo, al día siguiente de que fuera desaforado. El 1 de diciembre, Pinochet fue procesado por 18 secuestros calificados y 57 asesinatos, pero ese mismo mes el proceso fue anulado mediante un recurso de amparo. Al mes siguiente, Pinochet fue interrogado y quedó bajo detención preventiva en su domicilio de La Dehesa. Paralelamente a lo anterior, se le diagnosticó demencia vascular subcortical, de grado moderado. El 12 de marzo de 2001 Juan Guzmán le concedió libertad bajo fianza, previo pago de 2 millones de pesos, pero acusando problemas de salud, durante los meses siguientes no fue posible realizarle el trámite necesario de filiación penal. En los meses siguientes Juan Guzmán rechazó una petición de arresto de la jueza argentina María Servini de Cubría por la relación de Pinochet con el asesinato de Carlos Prats, y Estados Unidos reveló miles de documentos desclasificados de la CIA relacionados con operaciones en Chile durante la dictadura militar. Pinochet volvió a aparecer públicamente el 16 de junio de ese año, al asistir al funeral de su amigo personal, el teniente general (r) Humberto Gordon, quien fuera director de la CNI.
El 1 de julio de 2001, Pinochet fue ingresado de urgencia al Hospital Militar, y ocho días después se sobreseyó temporalmente el caso. Aduciendo problemas mentales, Pinochet fue sobreseído definitivamente el 4 de julio de 2002. Ese mismo día renunció a su vitalicio escaño senatorial, mediante una carta que entregó al cardenal arzobispo de Santiago, Francisco Javier Errázuriz, quien a su vez se la hizo llegar al presidente del Senado, Andrés Zaldívar, cediendo así a la fuerte presión de la oposición política y el gobierno. La carta de renuncia del excomandante en jefe del Ejército fue dada a conocer el 9 de julio en la cámara alta. La sesión fue interrumpida por incidentes en las tribunas entre partidarios y detractores de Pinochet, por lo que Zaldívar debió ordenar el desalojo de la sala. Pese a la renuncia, gracias al estatuto de expresidente creado durante el gobierno de Ricardo Lagos, mantuvo el fuero y la dieta parlamentaria, así como los demás derechos de los demás senadores hasta su muerte. Tras su dimisión como parlamentario, se trasladó hasta Iquique, ciudad en la que permaneció por diez días. Durante su estadía, paseó y se reunió con amigos. El 12 de junio de 2002 fue retirado el escritorio que ocupaba en el Senado.
El 13 de marzo de 2003 fue sometido a una intervención quirúrgica para cambiar la batería de su marcapasos. Pinochet fue dado de alta dos días después, tras recuperarse satisfactoriamente de la operación. En agosto de ese año acompañó al senador independiente pro-UDI, Marco Cariola, en los funerales de su hijo, que se realizaron en la iglesia San Francisco de Sales, en Santiago. El 11 de septiembre de ese año, le entregó a Hernán Briones, presidente de la Fundación Augusto Pinochet, la banda presidencial que utilizó durante su régimen (en conmemoración simbólica de los 30 años del golpe de Estado). Con relación a sus casos judiciales, la noche del 24 de noviembre de 2003 fue transmitida una entrevista realizada a Pinochet por la periodista cubana-estadounidense María Elvira Salazar, del canal 22 de Miami. En ella Pinochet afirmó que no tenía que pedir perdón, que no asesinó a nadie, que la «justicia no fue justa conmigo» y que volvería a hacer todo lo que hizo. Igualmente, aseguró que sin su intervención militar Chile se hubiese convertido en una «nueva Cuba», y no se consideró a sí mismo como un «dictador», al haber entregado el poder democráticamente.
Más adelante, el 28 de mayo de 2004, la Corte de Apelaciones revocó el sobreseimiento por demencia de Pinochet, decisión ratificada el 26 de agosto por la Corte Suprema, tras lo cual Guzmán lo procesó por violaciones de los derechos humanos durante la Operación Cóndor. Pinochet quedó bajo arresto domiciliario el 5 de enero de 2005 y la semana siguiente salió en libertad tras el pago de una fianza de 3570 dólares. Fue sobreseído definitivamente por la Corte Suprema en septiembre de ese año.
Desde entonces se iniciaron en paralelo diversos procesos en su contra. El caso de Carlos Prats quedó sin efecto en marzo de 2005, mientras que por el caso Riggs congelaron algunas de sus cuentas bancarias y comenzó a ser investigado junto a su familia, quedando bajo un nuevo arresto domiciliario el 23 de noviembre. Antes de su liberación bajo fianza al día siguiente, volvió a su arresto domiciliario por un nuevo caso de desaparición de disidentes en 1975. Durante 2006, volvió a perder su inmunidad parlamentaria en dos ocasiones: en septiembre, para ser juzgado por las torturas en el centro de detención de Villa Grimaldi, y en noviembre, por la desaparición del sacerdote español Antonio Llidó Mengual, detenido en 1974.

## Fallecimiento

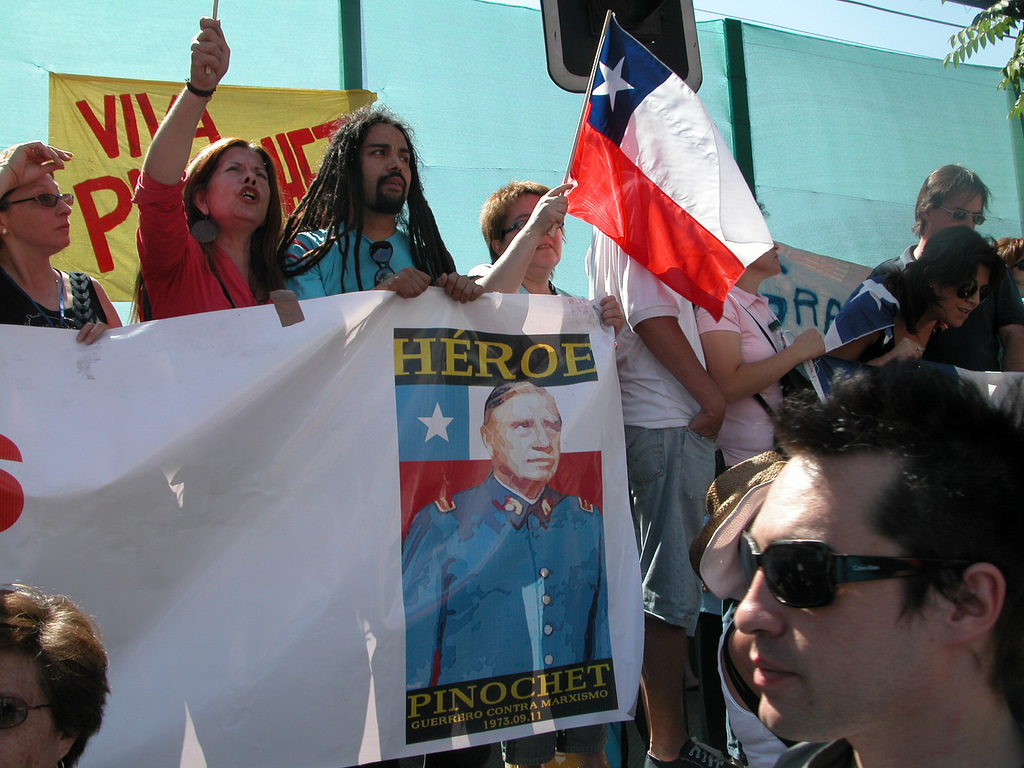
Partidarios de Augusto Pinochet junto al Hospital Militar, el día previo a su muerte.

Una semana después de haber celebrado su cumpleaños junto a sus familiares, el 3 de diciembre de 2006, Pinochet fue internado en el Hospital Militar de Santiago después de sufrir un infarto agudo de miocardio y presentar insuficiencia cardíaca y un edema agudo de pulmón, que obligó a someterlo a un baipás. Una semana después, alrededor de las 13:30 horas del 10 de diciembre —mismo día en que su esposa, Lucía Hiriart, cumplía 84 años—, sufrió una repentina descompensación cardíaca, falleciendo a las 14:15 horas, a la edad de 91 años. Sus últimas palabras, según los miembros de la familia que estuvieron con él, fueron dirigidas a su esposa.

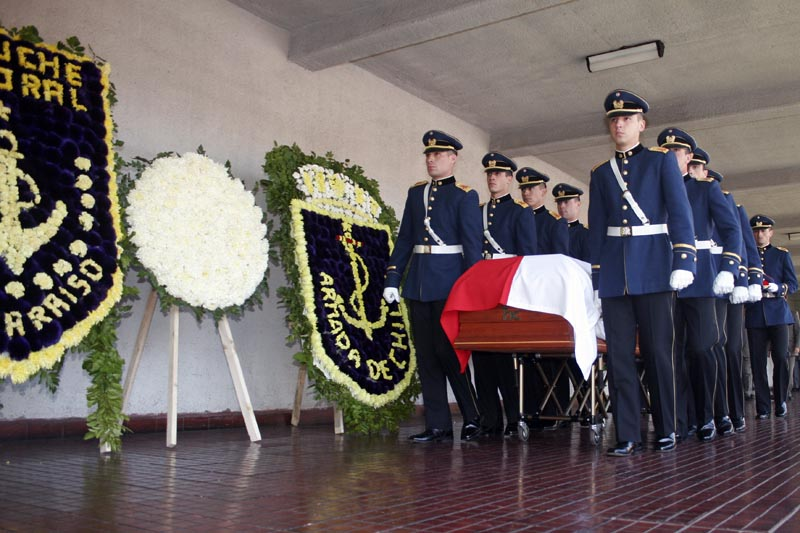
Féretro de Pinochet transportado por cadetes de la Escuela Militar.

La noticia de su fallecimiento se dio a conocer rápidamente. Una hora después del deceso, numerosos santiaguinos comenzaron a apostarse en la plaza Baquedano y en las calles aledañas del hospital, ubicado en la comuna de Providencia. Posteriormente, los partidarios de Pinochet se desplazaron hasta la Escuela Militar, ubicada en la comuna de Las Condes, donde a las 00:55 horas de la madrugada, en un coche fúnebre del Hogar de Cristo, fue trasladado el féretro del difunto. Mientras tanto, los detractores se desplazaban en una celebración masiva por la Alameda Bernardo O'Higgins hasta llegar a la plaza de la Ciudadanía, frente al Palacio de La Moneda. El grado de polarización entre detractores y adeptos de Pinochet provocó numerosos disturbios que debieron ser dispersados por carabineros hasta altas horas de la noche. El féretro fue finalmente descendido por un contingente militar e instalado en la capilla ardiente del hall central de la Escuela.
El gobierno, presidido por Michelle Bachelet —quien fue torturada y secuestrada durante la dictadura militar—, decidió no dedicarle un funeral de Estado, ya que no había sido elegido democráticamente como primer mandatario. Solo se le rindieron honores fúnebres en su calidad de excomandante en jefe del Ejército, conforme a la ordenanza de esta institución. Asimismo, el gobierno se negó a declarar un día de duelo nacional, pero sí autorizó que las banderas en los cuarteles militares se ondearan a media asta y que la bandera chilena se colocara en el ataúd de Pinochet. La única autoridad gubernamental presente en el funeral fue la ministra de Defensa Nacional, Vivianne Blanlot, quien fue agredida por adherentes del fallecido general que asistieron al evento.

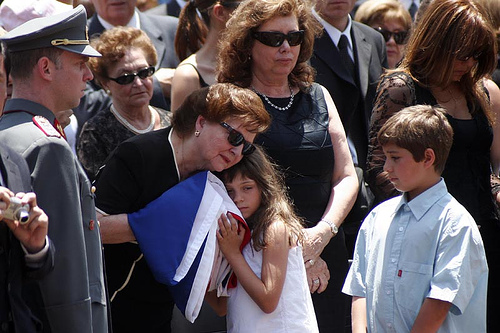
Lucía Hiriart, su hija Lucía Pinochet y sus nietos en el funeral de Augusto Pinochet.

A su velatorio acudieron aproximadamente 60 000 personas, entre ellas Francisco Cuadrado Prats, nieto del general Carlos Prats, quien escupió sobre el vidrio del féretro que protegía el rostro del difunto, como acto de repudio en memoria de su abuelo, mandado asesinar por Pinochet en Buenos Aires. El funeral se realizó el 12 de diciembre, en presencia de más de 50 000 personas y en medio de un ambiente de tensión. La ceremonia contó con la presencia de tres jóvenes neonazis. Su nieto, Augusto Pinochet Molina, entonces capitán del Ejército, realizó un discurso sin autorización para hablar y saltándose la línea de mando, en el cual manifestó opiniones de apoyo sobre la dictadura pinochetista y por lo cual luego fue dado de baja.
En España, los partidarios del difunto dictador Francisco Franco, rindieron homenaje a Pinochet. Antonio Tejero, quien dirigió el fallido golpe de Estado de 1981, asistió a un funeral en Madrid.

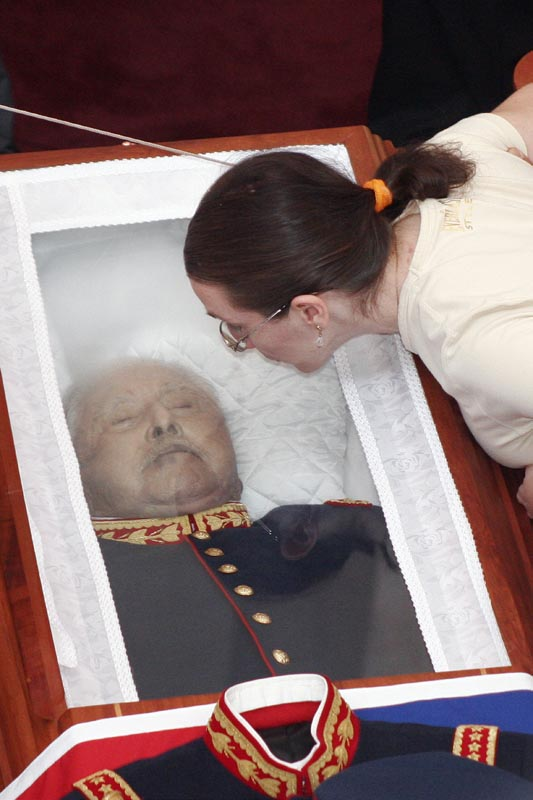
Féretro de Augusto Pinochet durante su velatorio en la Escuela Militar.

Los restos de Pinochet fueron cremados —para evitar la profanación del cuerpo—, en el cementerio Parque del Mar de Concón y sus cenizas trasladadas en helicóptero a la parcela Los Boldos, casa de veraneo de la familia ubicada a unos 9 km de la antigua casona de la hacienda Bucalemu. El Ejército de Chile, a través del entonces comandante en jefe Óscar Izurieta Ferrer, rechazó la petición inicial de la viuda para que sus cenizas fueran depositadas en la Escuela Militar. Por razones de seguridad, también fue rechazada la propuesta de sus hijos de guardar las cenizas en la Catedral Castrense o en una unidad militar.
Al momento de fallecer, Augusto Pinochet contaba con una orden de detención en curso y con más de 400 querellas en su contra por violaciones de los derechos humanos, tales como tortura, desapariciones, apropiación de niños, asesinatos de sacerdotes y periodistas extranjeros; algunas de ellas interpuestas por la Agrupación de Familiares de Detenidos Desaparecidos y por estados extranjeros.
El testamento de Pinochet fue abierto el 25 de abril de 2012, en el Tercer Juzgado Civil de Santiago. Se dio lectura a la «última voluntad» de Pinochet para repartir su fortuna a su esposa, hijos y nietos. Un 54 % del total de esos bienes fueron para Lucía Hiriart. Un 41,5 % pasó en partes iguales a los hijos y un 12,5 % a los nietos mencionados en el documento. Dicha herencia no señaló ningún bien, tan solo los porcentajes. En dicho año el Consejo de Defensa del Estado (CDE) estimaba que la fortuna de Pinochet era de 26 millones de dólares aproximadamente, de los cuales solo dos millones tenían justificación contable. Dos años después, el CDE exigió en el Séptimo Tribunal Civil a los familiares aclarar si iban a aceptarla o ignorarla.

### Reacciones
Desde diversos ámbitos provinieron las reacciones a la muerte de Augusto Pinochet. La política chilena Isabel Allende Bussi —hija de Salvador Allende—, manifestó al momento de su muerte que «Los funerales con honores están reservados para presidentes que fueron elegidos, no para dictadores». El escritor uruguayo Mario Benedetti afirmó que «Es la muerte de un dictador que fue muy cruel con una parte de su pueblo. En este caso la muerte le ganó a la justicia». El vicepresidente de Venezuela (2002-2007), José Vicente Rangel, indicó que «Yo tengo respeto por la muerte y por los muertos, habrá otro momento para los juicios. Lo único que puedo decir es que la muerte sella la impunidad de Pinochet». Cuando se conoció la noticia de su fallecimiento, un portavoz de la ex primera ministra británica Margaret Thatcher informó que ella estaba «profundamente entristecida» por su muerte. Thatcher no emitió un comunicado formal, pero envió sus condolencias a la familia de Pinochet. La ministra de Relaciones Exteriores del Reino Unido, Margaret Beckett, destacó los progresos conseguidos por Chile en los últimos quince años tras el abandono del poder de Pinochet. «Sabemos de la muerte del general Pinochet y queremos rendir tributo al destacado progreso que Chile ha conseguido en los últimos 15 años como una democracia abierta, estable y próspera». El político ecuatoriano, Gustavo Larrea, expresó que con la muerte de Augusto Pinochet se pone fin a una periodo que «ensombreció a América y que generó conflictos y muerte». El escritor mexicano Carlos Fuentes dijo sobre su muerte que «Es un mal día para el diablo, porque le van a quitar la presidencia del infierno». El expresidente brasileño Fernando Henrique Cardoso (1995-2002) aseguró en el día de su muerte que «El exdictador chileno Augusto Pinochet escapó de la justicia pero no de la historia, que ya lo condenó». El dirigente guatemalteco del Grupo de Apoyo Mutuo (GAM), Mario Polanco, dijo sobre Pinochet que «Lamento terriblemente que haya muerto porque las más de 15 000 muertes y 3000 desapariciones durante su gobierno quedarán en la impunidad».

## Doctrina e influencias políticas
El propio Pinochet expresó su proyecto en el gobierno como un renacimiento nacional inspirado en Diego Portales, una figura de la naciente república con quien se identificaba:

[La democracia] nacerá de nuevo purificada de los vicios y malos hábitos que terminaron destruyendo nuestras instituciones... [Nos] inspiramos en el espíritu portaliano que ha fusionado a la nación...
Augusto Pinochet, 11 de octubre de 1973.

Así también se identificaba con Bernardo O'Higgins y su proyecto fundacional. Creía que estaba fundando (o refundando) un Estado, «justificando la represión como una necesidad».

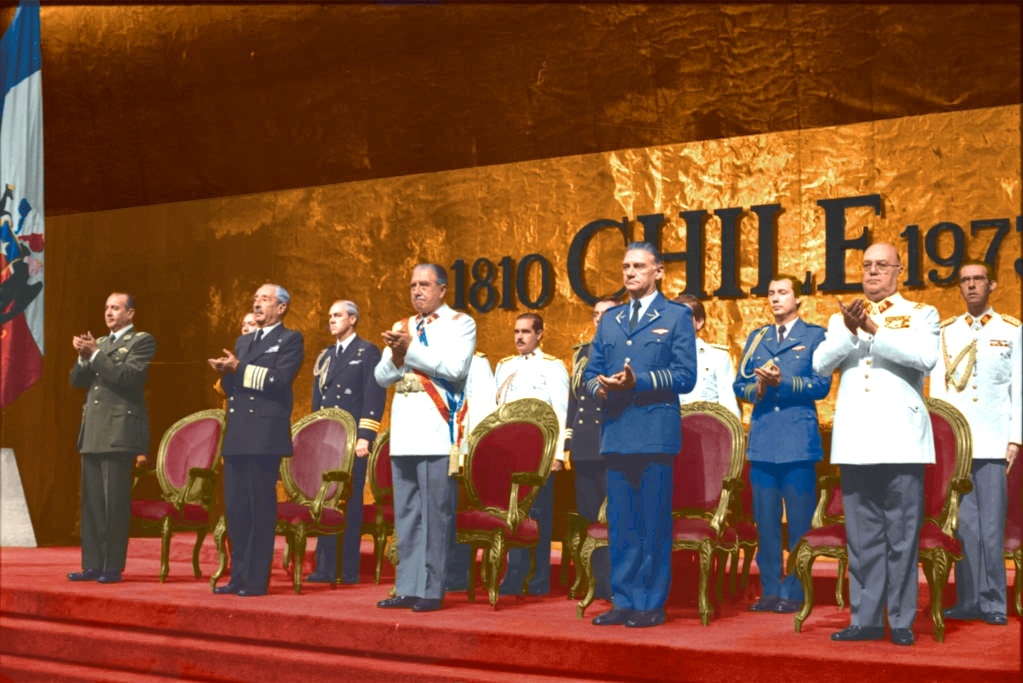
Augusto Pinochet en un acto de la Junta Militar en 1986. Al fondo (en la pared), se puede ver la numerología «1810-1973», haciendo referencia la primera fecha a la Patria Vieja, como inicio del proceso independentista de Chile, y la segunda, a que su gobierno era una «segunda independencia» del país.

Admiraba a Napoleón como el más grande de los franceses y tenía una foto de él enmarcada. Otro gobernante francés que admiraba era Luis XIV. Cuando su admiración por Luis XIV se hizo pública en una entrevista de 1986, la revista Apsi se dio a conocer al publicar una sátira gráfica realizada por el artista «Guillo» que mostraba a Pinochet vestido como Luis XIV en su portada. Como consecuencia, ésta fue censurada y requisada del quiosco y su personal encarcelado por varios meses. Tiempo después por, 'atentado psico-político a la imagen de Pinochet', se prohibió publicar imágenes en la revista.
A través de su suegro, el abogado y político radical Osvaldo Hiriart, Pinochet ingresó en la francmasonería. Lo anterior se concretó el 28 de mayo de 1941, en la logia regular Victoria n° 15 de San Bernardo, afiliada a la Gran Logia de Chile. Si bien asistía poco a las reuniones, finalmente fue apartado de la institución el 24 de octubre de 1942. Según el historiador Gonzalo Vial Correa, Pinochet dejó la masonería por su devoción católica.
Pinochet era marcadamente anticomunista y antimarxista, ideología que calificó como siniestra. Fue un admirador de Francisco Franco, a cuyo funeral acudió en noviembre de 1975. También era una persona católica. Hasta sus últimos años gozó del apoyo de algunos eclesiásticos, tales como el cardenal Francisco Javier Errázuriz.
Asimismo, estaba particularmente interesado en los temas de geografía, geopolítica y marxismo. Contaba con una extensa biblioteca personal, que llegó a contar con 55 000 volúmenes. El libro preferido de su juventud fue El arte de la guerra, de Sun Tzu. Su biblioteca incluía muchos libros antiguos, entre ellos una primera edición de la obra de Alonso de Ovalle, Histórica relación del Reyno de Chile, fechada en 1646, dos ejemplares de La Araucana que datan de 1733 y 1776, respectivamente; un Compendio de Geografía Natural y otro de Historia Civil, impresos en 1788 y 1795; un Ensayo cronológico para la Historia general de La Florida, de 1722; una Relación del Último Viaje de Magallanes de la Fragata S.M. Santa María de la Cabeza, de 1788; un libro de viajes a los mares del sur y a las costas de Chile y Perú, publicado en 1788, y una carta original de Bernardo O'Higgins. Una parte importante de los libros y documentos de la biblioteca privada de José Manuel Balmaceda se encontró en la biblioteca de Pinochet en 2006.
El abogado Jaime Guzmán participó en el diseño de importantes discursos de Pinochet, y brindó frecuentemente asesoría y consultoría política y doctrinal.
El historiador Alfredo Jocelyn-Holt se ha referido a la figura de Pinochet como «totémica» y que sirve como chivo expiatorio que atrae «todo odio». Gabriel Salazar, también historiador, ha lamentado la falta de una condena internacional a Pinochet en los tribunales, ya que eso habría dañado su imagen «irreparablemente» y marcado la del sistema judicial de Chile para bien.

## Obra escrita
Fue autor de los siguientes libros:
- 1953: Síntesis geográfica de Chile, Argentina, Bolivia y Perú[p]
- 1957: Geografía militar
- 1965: Ensayo de un estudio preliminar de una geopolítica de Chile
- 1968: Geopolítica[q][r]
- 1972: La Guerra del Pacífico, campaña de Tarapacá
- 1979: El día decisivo[s]
- 1983: Pinochet: patria y democracia[t]
- 1984: Política, politiquería y demagogia[u]
- 1986: Repaso de la agresión comunista en Chile[264][v]
- 1989: Transición y consolidación democrática 1984-1989
- 1990-1994: Camino recorrido, memorias de un soldado. Tomo 1 (1990); Tomo 2 (1991); Tomo 3 volumen 1 (1993); Tomo 3 volumen 2 (1994).
- 1995: Principales discursos del comandante en jefe del ejército

## Distinciones y condecoraciones

Monograma personal de Pinochet, usado en su exlibris.

### Nacionales
Pinochet recibió diversas distinciones nacionales, civiles y militares, a lo largo de su carrera militar y política:
- Gran Maestre de la Orden al Mérito de Chile (1974-1990).
- Gran Maestre de la Orden de Bernardo O'Higgins (1974-1990).
- Collar de la Gran Cruz de la Condecoración Presidente de la República.
- Condecoración Presidente de la República.
- Gran Cruz de la Victoria.
- Cruz de la Victoria.
- Gran Estrella al Mérito Militar (30 años de servicio).
- Estrella al Mérito Militar (20 años de servicio).
- Estrella Militar (10 años de servicio).
- Medalla Diosa Minerva (título de Profesor de la Academia de Guerra).
- Medalla Minerva (curso regular de la Academia de Guerra).
- Condecoración Presidente Honorario Cruz Roja Chilena.
- Condecoración Servicios Distinguidos de Primera Clase, Medalla 11 de Septiembre.
- Medalla Andrés Bello (Patrono de la Universidad de Chile).
- Medalla de Oro «Virtuti et Merito» (Universidad Católica de Valparaíso).

Ostentó los títulos de Primer Infante de la Patria y Gran Caballero del Altiplano de Arica. Además fue declarado «hijo ilustre» en las comunas de San Felipe, Copiapó, Ancud, Valdivia (16 de junio de 1978, revocado el 21 de septiembre de 2021), Coyhaique, Aysén, Castro (1974, revocado el 23 de septiembre de 2021), Chillán, Iquique, Concepción, Antofagasta, Curicó, San Fernando y Santiago (1983, revocado el 8 de junio de 2016). También fue nombrado «ciudadano predilecto» en Arica en 1974 —título revocado el 19 de octubre de 2021—, «ciudadano ilustre» en Pichilemu, Villa Alemana (9 de noviembre de 1974, revocado el 22 de octubre de 2021) y San Bernardo (agosto de 1975, revocado el 10 de diciembre de 2021), «ciudadano benemérito» en Temuco —otorgado el 30 de octubre de 1976 y revocado el 10 de agosto de 2021— y «ciudadano distinguido» en Punta Arenas —otorgado el 7 de febrero de 1990 y revocado el 3 de enero de 2022—. El 17 de febrero de 1989 la Junta General de Loncos y Caciques de La Araucanía, del pueblo mapuche, le nombró Ulmen Füta Lonko (Gran Autoridad) en un acto organizado por Eduardo Díaz Herrera y Óscar Manquillef Aravena líderes del Partido del Sur en un acto de apoyo a Pinochet en Nueva Imperial por "los beneficios sociales y propiedad de su tierras que históricamente le fue negada".

### Extranjeras
Sumado a las distinciones nacionales, recibió las siguientes distinciones en el extranjero:
- Orden de Abdón Calderón, Primera Clase ( Ecuador, 1959).[82]
- Condecoración Oficial del Estado Mayor Honorario ( Ecuador, 1959).[82]
- Gran Maestre de la Orden Nacional del Mérito, Grado Collar Mariscal Francisco Solano López ( Paraguay).[29][82]
- Comendador de la Orden del Mérito Militar José María Córdova ( Colombia).[82]
- Supremo Gran Collar de la Orden Militar de San Salvador y Santa Brígida de Suecia ( Suecia).[82]
- Gran Cruz de Brillantes de la Orden Militar de Ayacucho ( Perú, 1975).[73]
- Condecoración Protector de los Pueblos Libres General José Artigas ( Uruguay, 8 de abril de 1976).[279]
- Gran Caballero de la Orden del Quetzal ( Guatemala, 4 de julio de 1977).[280][281]

###### Retiradas
- Gran Cruz de la Orden de Mayo al Mérito Militar ( Argentina, 1975; retirada en 2005).
- Gran Cruz de la Orden del Mérito Militar ( España, 18 de septiembre de 1975;[282] retirada el 12 de septiembre de 2023[283]).
- Collar de la Orden del Libertador San Martín ( Argentina, 6 de diciembre de 1976;[284] retirada en 2005).
- Gran Cruz de la Orden de Mayo al Mérito ( Argentina, 12 de febrero de 1993;[285] retirada en 2005).

Fue nombrado Oficial del Estado Mayor Honorario de las Fuerzas Armadas Ecuatorianas. En 2005 una ley argentina derogó los decretos por los cuales se les concedían condecoraciones en ese país; dicha acción fue reafirmada mediante un decreto firmado por el gobierno de Alberto Fernández el 6 de septiembre de 2023.

## Cultura popular
La reputación de Pinochet llevó a los peruanos en la década de 1990 a llamar «Chinochet» al presidente Alberto Fujimori, en lugar de su apodo común, «chino». En agosto de 2018 fue publicado el libro El informe Chinochet: Historia secreta de Alberto Fujimori en Chile, escrito por Carlos Meléndez.
El dictador chadiano Hissène Habré, aliado del bando occidental durante la Guerra Fría, ha sido denominado como «el Pinochet africano» por ordenar la tortura y el asesinato masivo de opositores políticos durante su mandato, y por las décadas de intentos para que sea condenado por crímenes de lesa humanidad, por parte de las asociaciones de víctimas y de las organizaciones de derechos humanos.
Los partidarios de Pinochet a veces se refieren a él como «mi general». El cantautor chileno Luis «Checho» González, popularizó en 1995 la canción «Mi General Augusto Pinochet». Por su parte, algunos detractores lo llaman «Pinocho» en referencia al cuento infantil italiano. Un apodo común utilizado por generaciones más jóvenes es «El Tata».
Pinochet es mencionado por el músico francés Jean Ferrat en la canción Le Bruit Des Bottes, de 1975. De igual forma, el artista británico Sting, lo nombra en la canción They Dance Alone, de 1987. Imágenes de archivo de Pinochet aparecen en la serie Los 80 y en la película No. Existió el rumor de que Pinochet era nombrado por el poeta Pablo Neruda en el poema Las satrapías, sin embargo correspondía a una versión manipulada del poema homónimo publicado en la obra Canto general (1950), en la cual se modificó la fecha mencionada originalmente —septiembre de 1948— por «15 de septiembre de 1973».
En diciembre de 2014 el político peruano Omar Jiménez Flores, entonces candidato a gobernador regional de Tacna, en un acto de campaña afirmó que Pinochet había nacido en la localidad de Tarucachi, de esa ciudad, y no en Valparaíso, causando revuelo en Perú y Chile.
Se han utilizado imágenes de Pinochet en varios memes de internet con el título «Paseos en helicópteros de Pinochet», haciendo referencia a los vuelos de la muerte que tuvieron como objetivo hacer desaparecer los cuerpos de disidentes políticos, siendo arrojados desde helicópteros sobre el Pacífico o los Andes durante su régimen. Las variaciones del meme han aumentado su popularidad con el auge de las políticas de ultraderecha y alt-right.
En junio de 2021, una icónica fotografía de Pinochet tomada por el fotógrafo neerlandés Chas Gerretsen, el 18 de septiembre de 1973, fue incluida en la galería de honor del Museo de Fotografía de Róterdam.
En septiembre de 2023 Netflix estrenó El Conde, una película del cineasta chileno Pablo Larraín que retrata a Pinochet como un vampiro.